# Lingua arbëreshe
La lingua arbëreshe, nota anche come lingua albanese d'Italia e italo-albanese (nome nativo arbërisht -ja o gluha, gljuha, gjuha arbëreshe nelle parlate albanesi locali) è una lingua parlata dalla minoranza etno-linguistica albanese d'Italia. Appartenente al gruppo della lingua albanese, è una varietà linguistica della parlata del sud dell'Albania (tosk) da dove ha avuto origine in massa la diaspora. L'arbërishtja, quindi, è la lingua albanese locale comune a tutti gli italo-albanesi, seppur dislocata a macchia di leopardo nelle molteplici regioni italiane dei parlanti e con le sue peculiarità relative alla zona di origine e ai suoi sviluppi.
Gli arbëreshë, discendenti delle popolazioni albanesi che in varie ondate, a partire dalla seconda metà del XV secolo, migrarono dall'Albania, dall'Epiro e dalle numerose comunità albanesi della Morea verso l'Italia meridionale e insulare, sono circa 109 550 persone. Con le ondate migratorie del XIX secolo numerosi albanofoni d'Italia vivono fuori l'Italia e l'Europa, dove continuano a parlare l'albanese come madrelingua in ambito familiare o parrocchiale.
La lingua albanese in Italia è tutelata dallo Stato in base alla legge-quadro n. 482 del 15 dicembre 1999.

## Distribuzione geografica

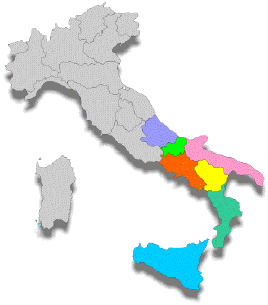
Le regioni d'Italia in cui è presente la minoranza albanese

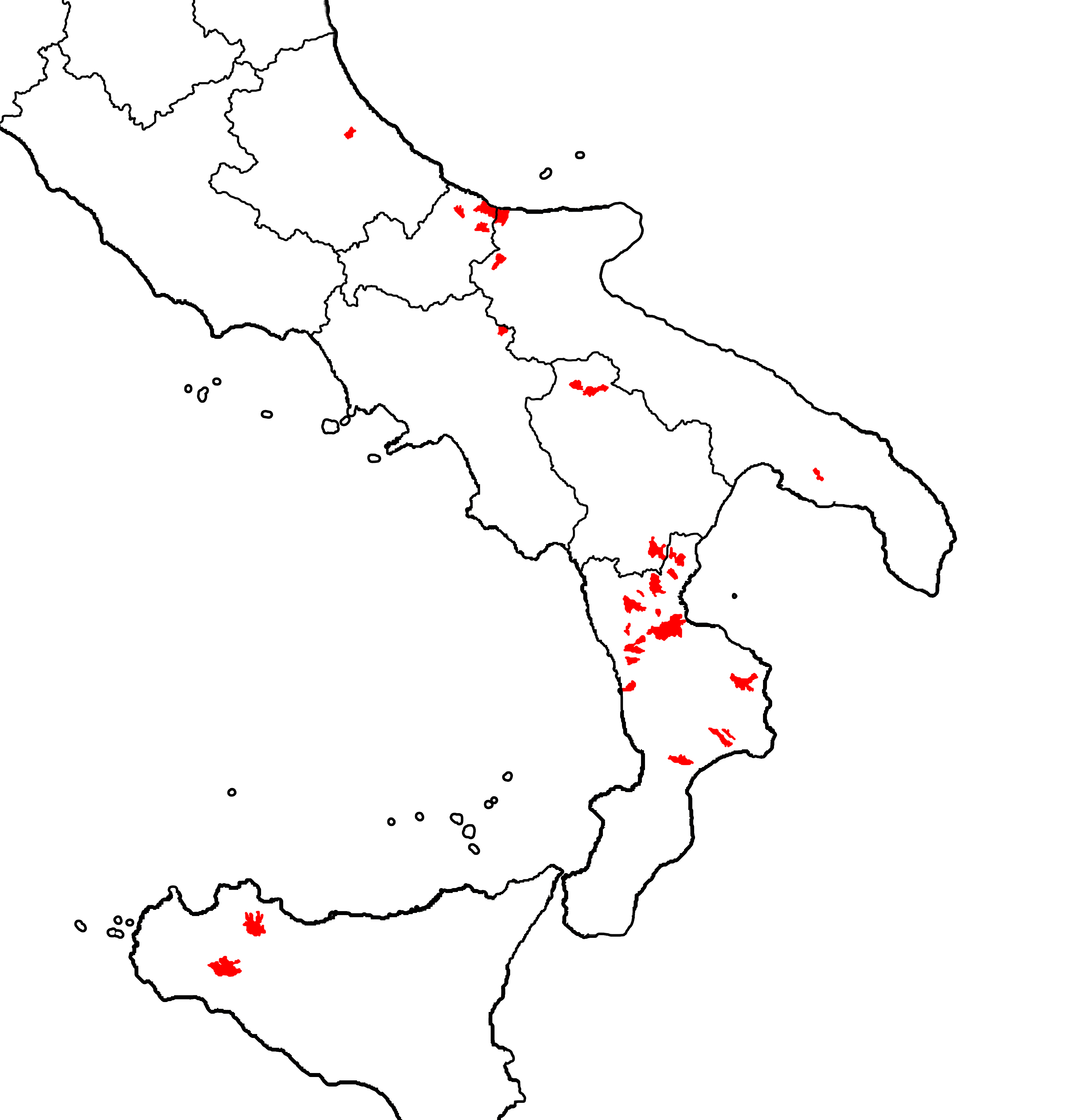
Gli insediamenti Albanesi d'Italia

La lingua albanese in Italia è parlata e tutelata nelle seguenti regioni:
1. Abruzzo, provincia di Pescara (1 comunità)
2. Basilicata, provincia di Potenza (5 comunità)
3. Calabria, provincia di Catanzaro, Cosenza e Crotone (33 comunità)
4. Campania, provincia di Avellino (1 comunità)
5. Molise, provincia di Campobasso (4 comunità)
6. Puglia, provincia di Foggia e Taranto (3 comunità)
7. Sicilia, provincia di Palermo (3 comunità[11])

A causa delle migrazioni del Novecento, consistenti comunità italo-albanesi vivono nel centro e nord Italia e soprattutto negli Stati Uniti, in Argentina, in Brasile, in Canada e in Germania, dove continuano a parlare in contesto familiare o religioso la lingua albanese.

### Località di lingua albanese in Italia

Diffusione e dialetti della lingua albanese (in arancione le zone albanofone d'Italia)

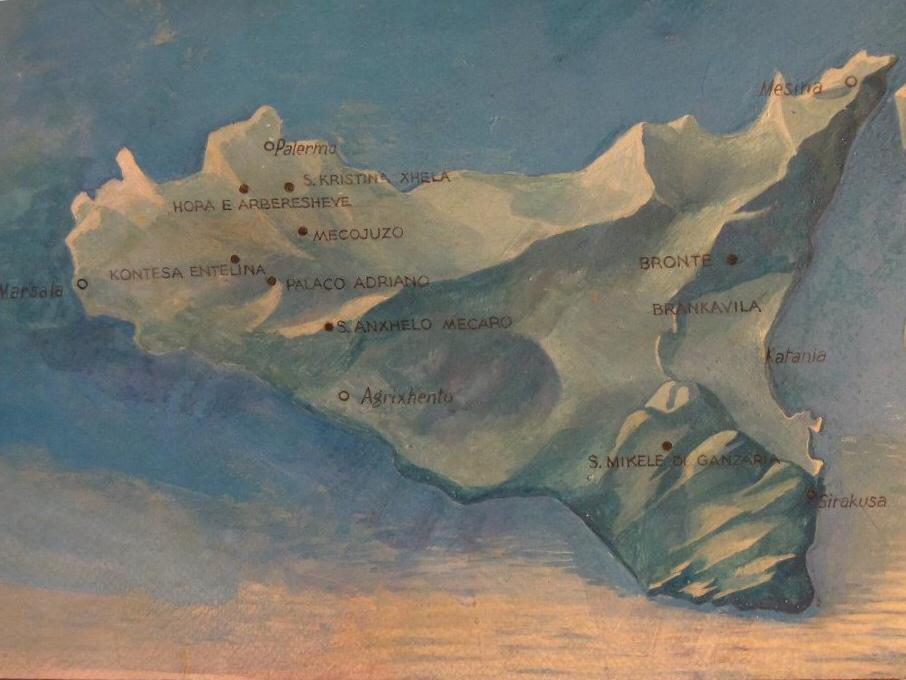
Colonie Albanesi di Sicilia, mappa del Museo Nazionale Scanderbeg, Croia (AL)

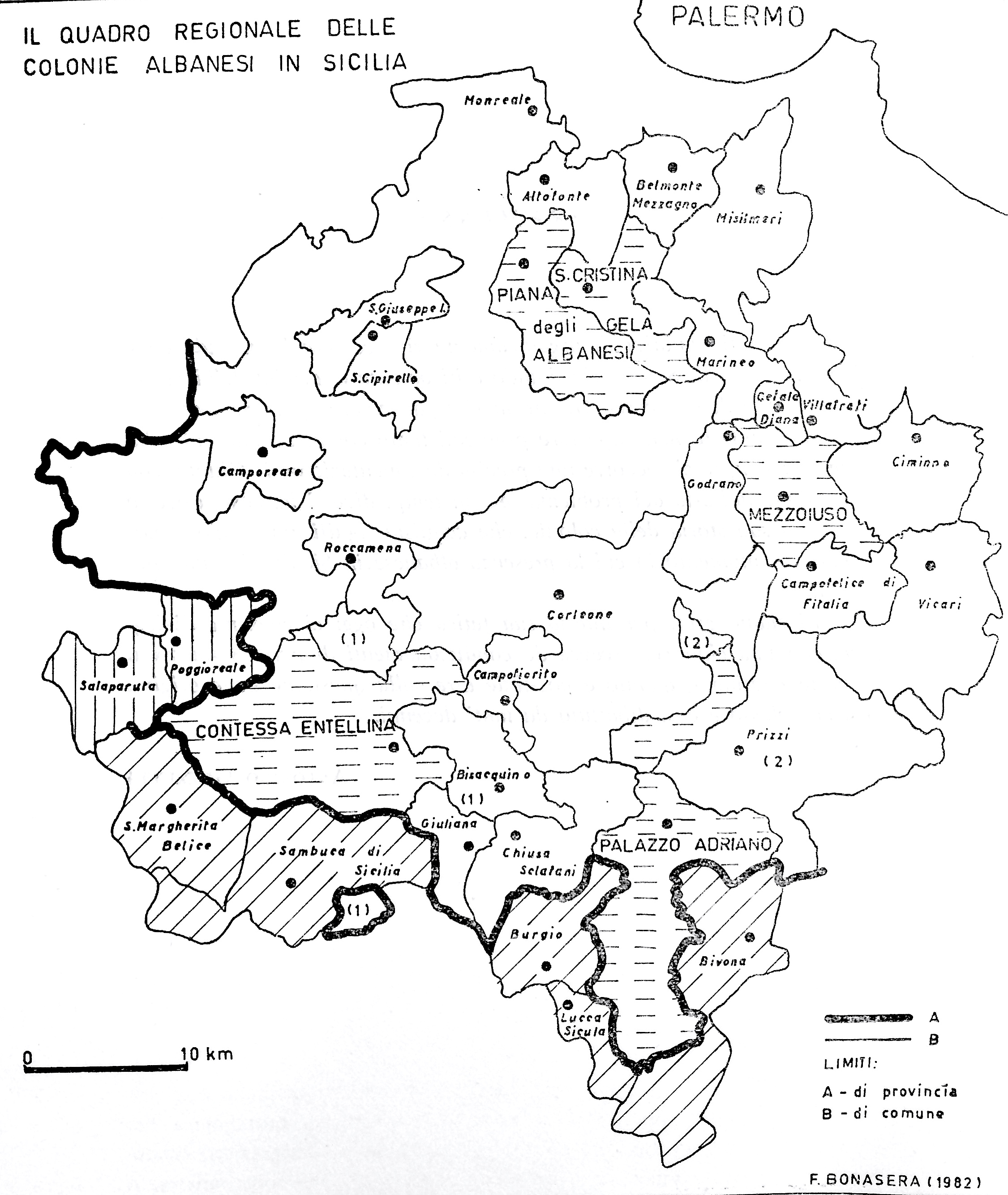
Il quadro regionale delle colonie Albanesi in Sicilia, Provincia di Palermo (territori con linea tratteggiata orizzontale)

Le comunità italo-albanesi si trovano dislocate in sette regioni d'Italia: in Abruzzo, provincia di Pescara; Basilicata, provincia di Potenza; in Calabria, provincia di Catanzaro, Cosenza e Crotone; in Campania, provincia di Avellino; in Molise, provincia di Campobasso; in Puglia, provincia di Foggia e di Taranto; e in Sicilia, provincia di Palermo. Nelle 50 comunità l'arbërisht è ancora la lingua madre, continuando a essere ampiamente parlato e diffuso; in alcuni casi, insieme all'italiano, è lingua comunale co-ufficiale.
Secondo le stime del linguista statunitense Leonard Newmark, nel 1963 i parlanti arbëresh erano 80 000 persone su una popolazione totale, secondo lo scrittore gallese Meic Stephens, di 260 000 persone (dato del 1976), mentre secondo il linguista Fiorenzo Toso si tratterebbe di 100 000 persone, di cui una percentuale tra il 70% e l'80% in grado di parlare una delle varietà dell'arbëresh.
Dal dizionario arbëresh-italiano del 1963 di Papàs Emanuele Giordano, il Fjalor i Arbëreshvet t'Italisë (Dizionario degli Albanesi d'Italia), si evince che i paesi albanofoni sono 55 (50, con 5 oscillanti: Cervicati, Mongrassano e Rota Greca in Calabria; Mezzojuso e Palazzo Adriano in Sicilia) con 135 811 abitanti, e i paesi albanesi ormai italofoni, che hanno perso la lingua d'origine, sono 40, con 182 128 abitanti.
All'interno di alcune comunità dell'Arberia viene purtroppo segnalata una generale tendenza alla dismissione dell'uso della lingua albanese, causata da vari fattori (dal non insegnamento della lingua nelle scuole locali, dai matrimoni misti, da altre situazioni particolari). Secondo stime recenti si assegna tra l'80% e il 90% dei residenti una competenza linguistica totale a livello di comprensione orale, mentre il restante 10% parlerebbe l'italiano mantenendo una comprensione passiva dell'albanese. Ancora oggi continua a essere una lingua tutt'al più tramandata oralmente. C'è, comunque, oggi la controtendenza dei giovani non solo di esprimersi e di riscoprire la lingua, ma di scriverla, di solito adottando l'alfabeto italiano.
Fino al secolo scorso i centri a radice albanese in Italia erano un centinaio. Successivamente, molte di esse, più di trenta, dall'Emilia-Romagna fino in Sicilia, hanno perso l'uso della lingua e delle tradizioni d'origine. Attualmente le località dove si parla la lingua albanese sono circa cinquanta, di cui la maggior parte nella provincia di Cosenza.
Le comunità di lingua albanese in Italia sono cinquanta:
- Acquaformosa: Firmoza
- Andali: Andalli
- Barile: Barilli
- Campomarino: Këmarini
- Cantinella (frazione di Corigliano Rossano, già Corigliano Calabro): Kantinela
- Caraffa di Catanzaro: Garafa
- Carfizzi: Karfici
- Casalvecchio di Puglia: Kazallveqi
- Cerzeto: Qana
- Castroregio: Kastërnexhi
- Cavallerizzo (frazione di Cerzeto): Kajverici
- Chieuti: Qefti
- Civita: Çifti
- Contessa Entellina: Kuntisa
- Eianina (frazione di Frascineto): Purçilli
- Falconara Albanese: Fallkunara
- Farneta (frazione di Castroregio): Farneta
- Firmo: Ferma
- Frascineto: Frasnita
- Ginestra: Zhura
- Greci: Katundi
- Lungro: Ungra
- Macchia Albanese (frazione di San Demetrio Corone): Maqi
- Marcedusa: Marçëdhuza
- Marri (frazione di San Benedetto Ullano): Allimarri

- Maschito: Mashqiti
- Montecilfone: Munxhufuni
- Pallagorio: Puhëriu
- Piana degli Albanesi: Hora e Arbëreshëvet
- Plataci: Pllatanë
- Portocannone: Portkanuni
- San Basile: Shën Vasili
- San Benedetto Ullano: Shën Benedhiti
- Santa Caterina Albanese: Picilia
- San Cosmo Albanese: Strigari
- San Costantino Albanese: Shën Kostandini
- San Demetrio Corone: Shën Mitri
- San Giorgio Albanese: Mbuzati
- San Giacomo di Cerzeto (frazione di Cerzeto): Shën Japku
- San Martino di Finita: Shën Mërtiri
- San Marzano di San Giuseppe: Shën Marcani
- San Nicola dell'Alto: Shën Koll
- San Paolo Albanese: Shën Pali
- Santa Cristina Gela: Sëndahstina
- Santa Sofia d'Epiro: Shën Sofia
- Spezzano Albanese: Spixanë
- Ururi: Rùri
- Vaccarizzo Albanese: Vakarici
- Vena di Maida (frazione di Maida): Vina
- Villa Badessa (frazione di Rosciano): Badhesa

## Storia
(Albanese sei tu, non dimenticare. La Lingua madre nel cuore stringi. Il ricordo della patria non dimenticar, tramanda la stirpe di Castriota! (Rapsodia popolare italo-albanese)

### Evoluzione linguistica

Classificazione dei dialetti albanesi

Classifica delle varie parlate albanesi d'Italia

Altra classificazione

La lingua arbëreshe, in alcuni luoghi italianizzata volgarmente in "arberesco", si è conservata e poco evoluta in cinquecento anni, mantenendo la struttura fonetica e morfosintattica d'origine. L'aspetto interessante è che, essendosi distaccata dall'Albania del tempo e dai territori dell'attuale Grecia e Macedonia del Nord durante le diaspore albanesi, avvenute a partire dalla fine del Quattrocento, essa si presenta sostanzialmente immutata, con tratti arcaici della lingua albanese e altre caratteristiche del tosco. La lingua albanese d'Italia ha: dei prestiti linguistici dal greco antico, usati come parole "auliche" nell'influenza della Chiesa Italo-Albanese - che usava il greco koinè nelle liturgie, li dove alcune parole albanesi erano decadute o in disuso; più recentemente ha avuto prestiti dai dialetti meridionali. L'influenzata dalla lingua turca, come invece è accaduto per certi versi per l'albanese parlato nei Balcani, è minuto e presenta soltanto poche parole. 
Le comunità albanesi d'Italia si presentano come isole etniche e linguistiche, nel mezzo di un ambiente linguistico romanzo diretta erede del latino, ma che mantengono tenacemente la propria lingua madre. Le parlate arbëreshe, differenti già inizialmente dai luoghi di provenienza degli esuli albanesi, nell'arco dei secoli hanno registrato piccole variazioni, rendendo unici e particolari termini che, a volte, tra loro mutano da paese a paese arbëreshë. Così le parlate arbëreshe, pur mantenendo nella loro struttura fonetica, grammaticale e lessicale tratti comuni, registrano piccole variazioni. Partendo dal lessico si può constatare che l'arbëreshë ha saputo conservare la base del lessico fondamentale. Tale fatto si può chiaramente osservare non solo nella lingua parlata popolare e nel folclore, ma anche nelle pubblicazioni di vari autori italo-albanesi. La conservazione di questo fondo lessicale ha anche garantito il mantenimento e il ripristino della lingua, e ha fornito, da tempo e in vasta scala, unità lessicali della lingua scritta, contribuendo così allo sviluppo della letteratura albanese. Recentemente ha avuto contatti diretti e continui con altre parlate. Influenzano notevolmente i vari dialetti regionali e la lingua italiana. Per tali ragioni, pur mantenendo nella loro integrità la lingua, costantemente a rischio d'estinzione, è pienamente riconosciuta come lingua di minoranza etno-linguistica dallo stato, nell'ambito delle amministrazioni locali e dalle scuole dell'obbligo. La consapevolezza della necessità di una valorizzazione e tutela della cultura albanese ha favorito la nascita di associazioni e circoli culturali, e ha dato luogo a iniziative e manifestazioni culturali; anche se tra gli aspetti fondamentali della tradizione degli arbëreshë, un posto decisivo spetta alla religione cristiana di rito orientale. Si ritiene che l'arberesh abbia il 45% delle parole in comune con la lingua albanese parlata oggi in Albania, e che il 15% del lessico sia composto da neologismi creati dagli scrittori arbëreshë, entrati anche nell'albanese moderno. Il resto dei vocaboli arbëreshë deriva da prestiti linguistici.

### Svolgimento della letteratura

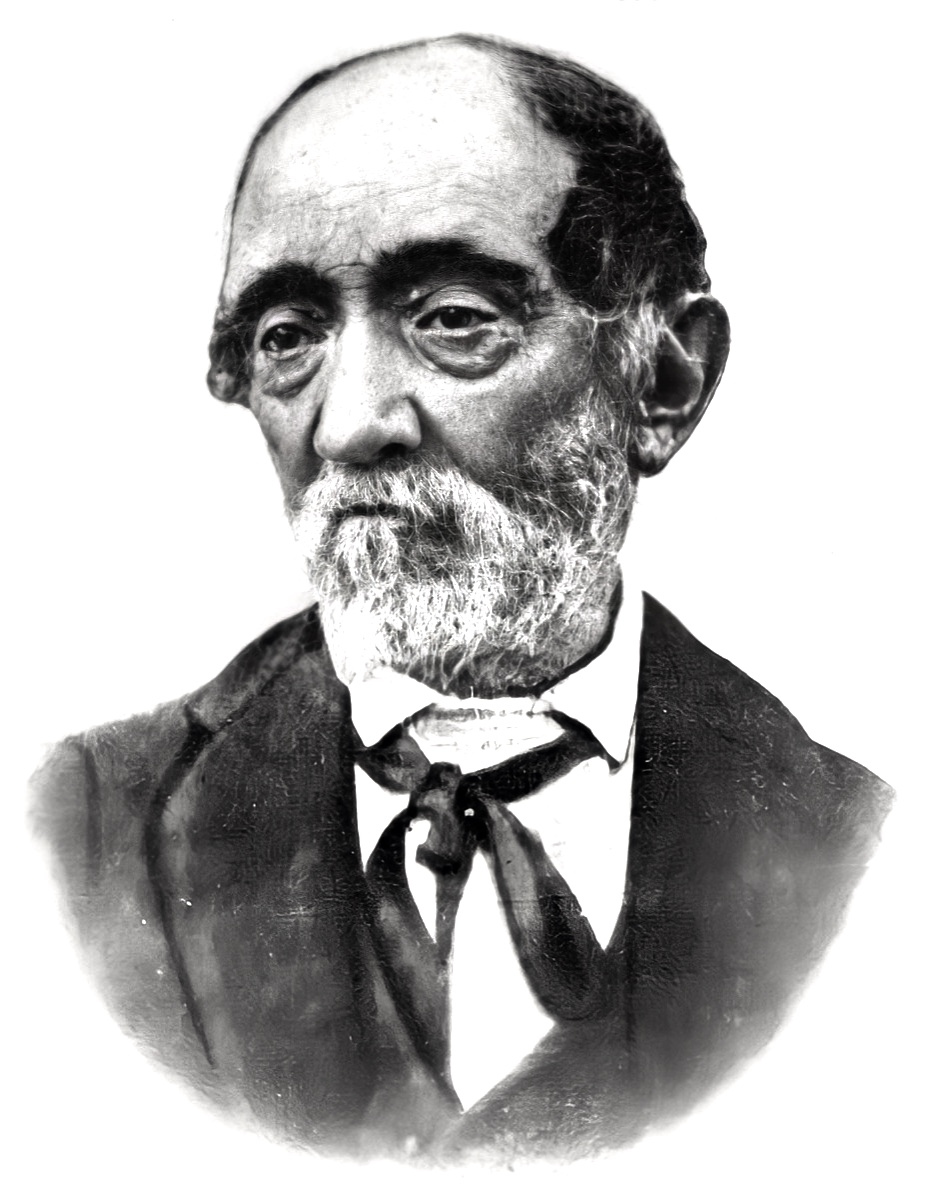
Girolamo De Rada (1814 – 1903)

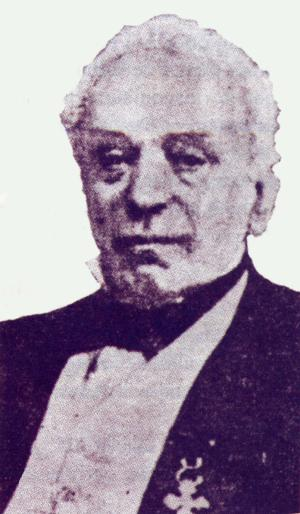
Gabriele Dara Junior (1826 - 1885)

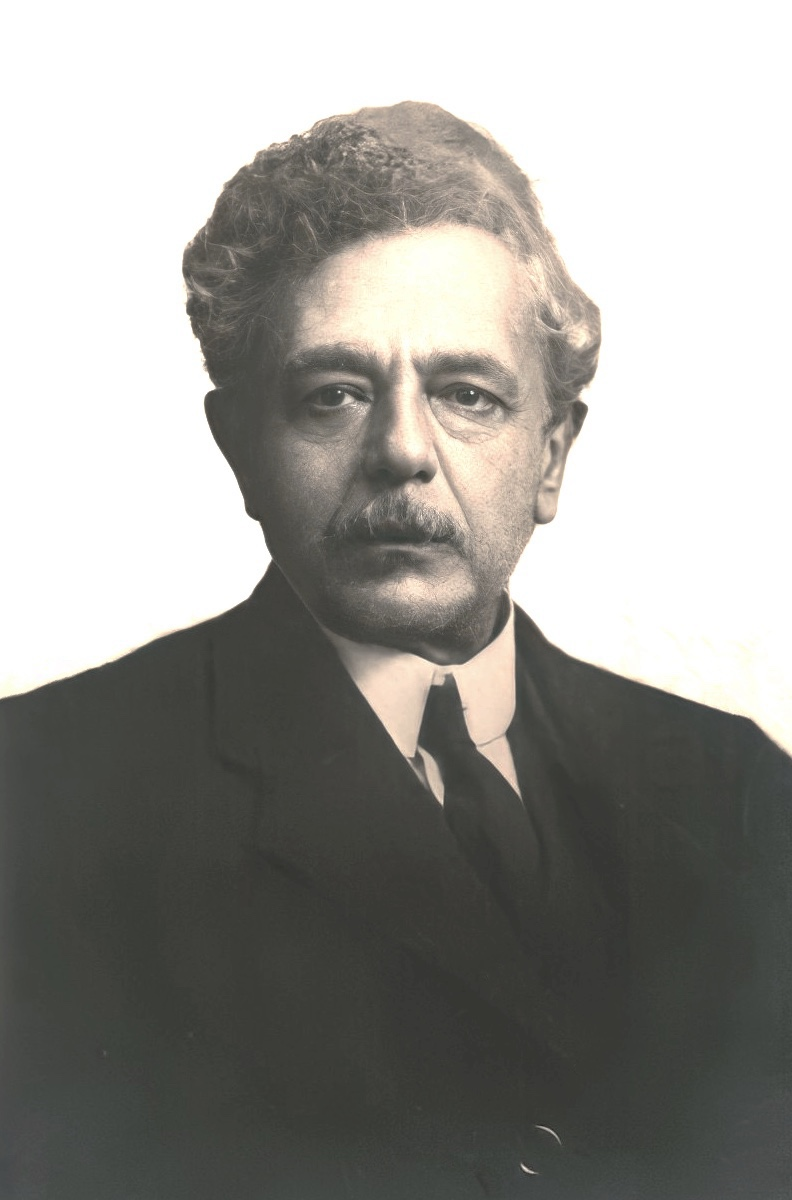
Giuseppe Schirò (1865 – 1927)

La letteratura arbëresh fa parte organicamente della letteratura albanese. Gli scrittori e i poeti italo-albanesi hanno contribuito alla genesi e all'evoluzione di tutta la letteratura albanese. Sia per i contenuti sia per il valore poetico, gli autori arbëreshë, compaiono con grande rilievo in tutte le storie della letteratura dell'Albania. Tra l'altro le parlate arbëreshë hanno avuto anche un ruolo di fonte di arricchimento lessicale della lingua letteraria albanese.
La letteratura albanese nella variante tosca, nasce con "E Mbësuame e Krështerë" del 1592, scritta da Luca Matranga (Lekë Matrënga), papàs di rito bizantino-greco e scrittore arbëreshë di Piana degli Albanesi in Sicilia. In questa opera si trova la prima poesia religiosa in arbëreshë. Vari letterati e poeti produrranno poi componimenti con motivi religiosi e, più raramente, popolari, anche se i due elementi spesso si intrecciano.

La testata principale de La Nazione Albanese, rivista fondata da Anselmo Lorecchio nel 1897

Per tutto il XVIII secolo gli scrittori e i poeti arbëreshë mantengono come fonte di ispirazione il motivo religioso folkloristico. Nel secolo successivo la letteratura degli arbëreshë si arricchisce di contenuti civili e politici. Con Girolamo De Rada, poliedrico letterato di Macchia Albanese, i motivi della rinascita del popolo albanese e della indipendenza della madre patria, l'Albania, si incrociano con l'interesse per lo studio della lingua albanese e della conservazione della tradizione folkloristica. Sulla stessa scia di De Rada, si costituisce un gruppo di intellettuali italo-albanesi che pongono al centro della loro opera la necessità di rafforzare la identità arbëreshë e il suo collegamento con le vicende dell'Albania. Attraverso scritti di vario genere (saggi linguistici, poemi epico-lirici, raccolte di canti popolari e di pubblicazioni di carattere estetico e grammaticale), la questione albanese raggiunge così ambiti nazionali ed europei.
Altra personalità, tra le più rappresentative della letteratura arbëreshë, è Giuseppe Schirò, che partecipò attivamente alla rinascita albanese e arricchì significativamente la tradizione culturale e letteraria arbëreshë di Sicilia. Con l'indipendenza dell'Albania (1912) si esauriscono i motivi patriottici propri della Rilindja (Rinascita) albanese.
In seguito molti intellettuali italo-albanesi si trovano a fiancheggiare le mire nazionalistiche ed espansionistiche del fascismo, anche a scapito della vicina Albania. Solo dopo la fine della seconda guerra mondiale la letteratura arbëreshë riacquista vigore e vitalità. A partire dalla prima metà del XX secolo, e ancora più chiaramente negli anni sessanta e settanta e fino ai giorni nostri, si ha un'attenzione sempre crescente per un risveglio culturale e per la valorizzazione della minoranza italo-albanese. Accanto alla consueta presenza del motivo della diaspora, si affiancano motivi legati all'attualità e a temi esistenziali di valore universale, presenti nell'ambiente culturale esterno. Alcuni tra i più rappresentativi ricordiamo, per esempio, Carmine Abate e Giuseppe Schirò Di Maggio.

## Ortografia e fonetica

### Alfabeto

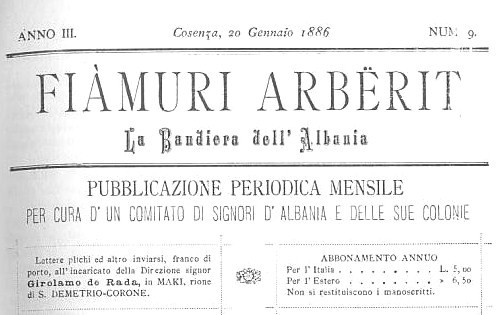
Fiàmuri Arbëria La Bandiera dell'Albania, mensile di Girolamo de Rada (1886)

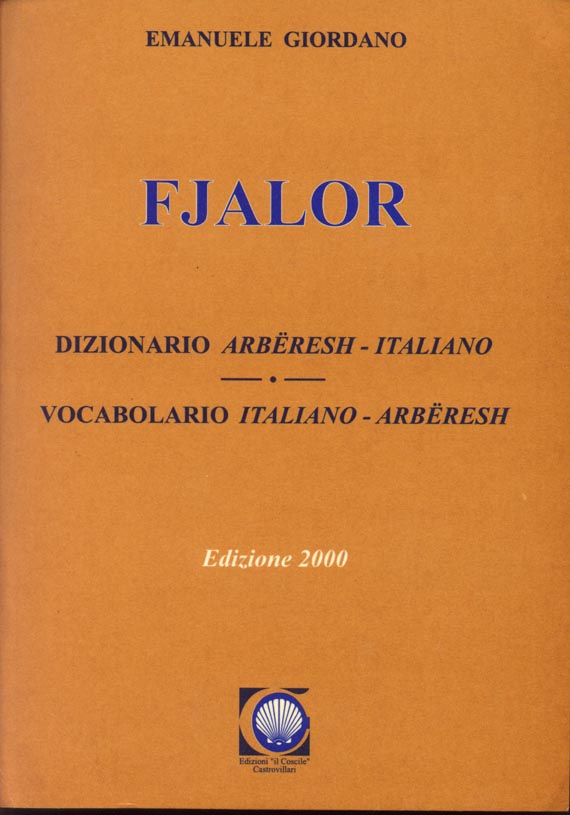
Zoti/Papàs Emanuele Giordano, Fjalor i Arbëreshvet t’Italisë / Dizionario degli Albanesi d’Italia, II edizione, Edizioni Il Coscile, Castrovillari 2000 (ristampa del vecchio ‘Fjalor’ del 1963)

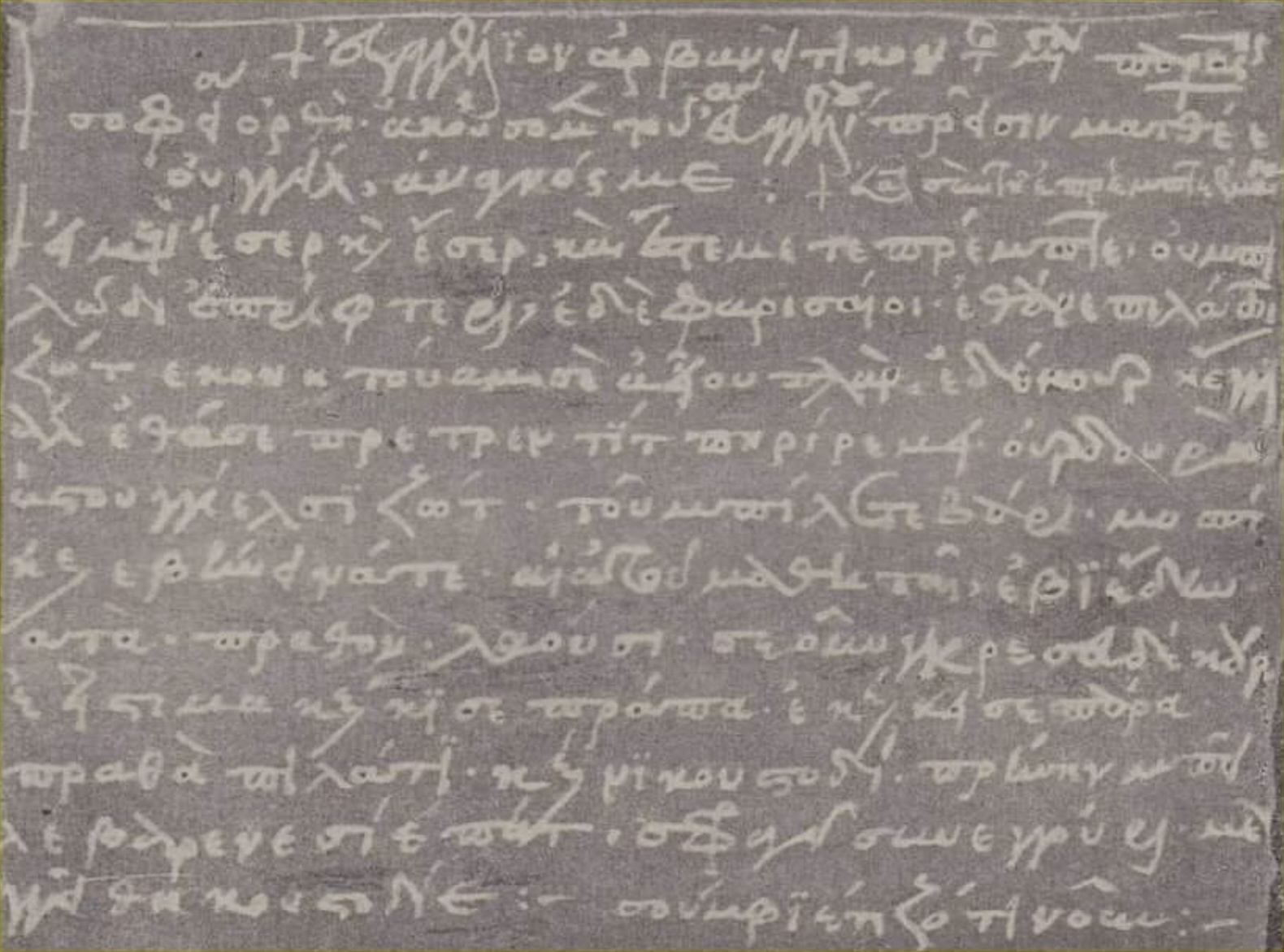
Perikopi evangjelik, testo religioso cristiano-cattolico scritto in albanese nel 1413, scoperto dallo jeromonaco basiliano Padre Nilo Borgia.

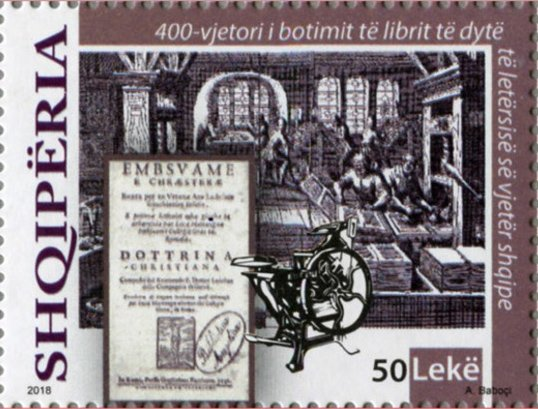
Posta Shqiptare, 2018, francobollo celebrativo del 400mo anniversario della pubblicazione E Mbësuame e Krështerë (La Dottrina Cristiana) di Papàs Luca Matranga (1592), seconda pubblicazione più antica in lingua albanese nota oggi.

Sia la lingua albanese "d'Italia" arbëreshe sia la lingua albanese "d'Albania" shqip condividono lo stesso alfabeto composto da 36 lettere, ovvero 7 vocali e 29 consonanti, tuttavia sono presenti differenze nella pronuncia di alcune lettere.
L'alfabeto albanese venne codificato dal Congresso di Monastir (cittadina albanese attualmente in Macedonia del Nord, odierna Bitola) nel 1908. Vi parteciparono trentadue esperti di ventitré città, nonché di associazioni e circoli culturali d'Albania e da varie parti del mondo, tra cui intellettuali italo-albanesi. Lo storico convegno venne presieduto da Midhat Frashëri, mentre presidente della Commissione fu Padre Gjergj Fishta, uno dei noti della letteratura albanese. In brevissimo tempo l'alfabeto si affermò presso tutti gli albanesi in patria, all'estero e presso gli studiosi, poco dopo, adottato in questi standard dagli arbëreshë. Già prima della scelta di un alfabeto comune in caratteri latini, diversi intellettuali albanesi d'Italia avevano proposto una modalità di scrittura della propria parlata, con il caso dì Giuseppe Schirò di cercare un alfabeto comune almeno per tutti gli italo-albanesi.
| Grafemi | Albanese                                                             | Varietà Albanesi d'Italia (Arbëresh)                                                           |
| ------- | -------------------------------------------------------------------- | ---------------------------------------------------------------------------------------------- |
| a       | a come in italiano                                                   | stesso suono. Esempio "brumë" (lievito).                                                       |
| b       | b italiana                                                           | stesso suono                                                                                   |
| c       | z come "z" di "pezzo" o sorda di “pizza”                             | stesso suono. Esempio "tumac" (maccheroni).                                                    |
| ç       | c come la "c" di "ceppo" o dolce di “ciliegia”.                      | stesso suono                                                                                   |
| d       | d italiana                                                           | stesso suono                                                                                   |
| dh      | th come "d" greca o "th" inglese.                                    | stesso suono. Esempio "dheu" (la terra).                                                       |
| e       | e italiana                                                           | stesso suono                                                                                   |
| ë       | e muta o semimuta.                                                   | stesso suono. Esempio "mëmë" (mamma).                                                          |
| f       | f italiana                                                           | stesso suono                                                                                   |
| g       | g come "g" italiana davanti ad "a", "o", "u"; dura di gallo          | stesso suono. Esempio "grua" (donna).                                                          |
| gj      | suono "gh" come "ghianda".                                           | stesso suono. Esempio "gjirit" (parenti).                                                      |
| h       | h "h" aspirata come la "c" toscana di "casa" o in inglese di “hotel” | stesso suono (a volte ” gh” fricativo). Esempio "ha" (mangiare).                               |
| i       | i italiana                                                           | stesso suono                                                                                   |
| j       | i come italiana di “ieri”                                            | stesso suono (pronunziata spesso "hj" fricativo se posta a fine parola). Esempio "jam" (sono). |
| k       | c come la "c" dura di “cadere”                                       | stesso suono. Esempio "kau" (bue).                                                             |
| l       | l italiana                                                           | come la "gl" di “aglio”. Esempio "lis" (quercia).                                              |
| ll      | doppia l italiana                                                    | stesso suono (a volte ” gh” fricativo). Esempio "molla" (la mela).                             |
| m       | m italiana                                                           | stesso suono                                                                                   |
| n       | n                                                                    | stesso suono                                                                                   |
| nj      | gn di “gnomo”                                                        | stesso suono. Esempio "njera" (fino a).                                                        |
| o       | o italiana                                                           | stesso suono                                                                                   |
| p       | p italiana                                                           | stesso suono                                                                                   |
| q       | come "ch" in "chiesa"                                                | stesso suono. Esempio "qen" (cane).                                                            |
| r       | r ammorbidita, "r" debole come in "vedere"                           | r italiana. Esempio "riep" (scorticare).                                                       |
| rr      | doppia r italiana                                                    | stesso suono. Esempio "rri" (stai).                                                            |
| s       | s italiana all'inizio di parola                                      | stesso suono                                                                                   |
| sh      | sc come "scena".                                                     | stesso suono. Esempio "shi" (pioggia).                                                         |
| t       | t di “tavola”                                                        | stesso suono                                                                                   |
| th      | th come in "th" inglese                                              | stesso suono. Esempio "thikë" (coltello).                                                      |
| u       | u italiana                                                           | stesso suono                                                                                   |
| v       | v italiana                                                           | stesso suono                                                                                   |
| x       | z dolce di “zenzero”                                                 | stesso suono. Esempio "xathur" (scalzo).                                                       |
| xh      | g dolce di “gioco”                                                   | stesso suono. Esempio "xhishu" (spogliati).                                                    |
| y       | ü tedesca o come "u" francese o semplicemente come la "i"            | i italiana di “indaco”. Esempio "yll" (stella).                                                |
| z       | s tendente alla z dolce                                              | stesso suono. Esempio "zi" (nero).                                                             |
| zh      | j francese di “jour”                                                 | stesso suono. Esempio "zhiq" (sporco).                                                         |

### Particolarità di pronuncia.
Le parlate di numerose comunità presentano mutazioni fonetiche sistematiche o sporadiche di alcune lettere o gruppi consonantici. Se ne riporta di seguito un quadro dettagliato.
| Trasformazione                            | Esempio              | Comunità |
| ----------------------------------------- | -------------------- | --- |
| ll → gh (velare)                          | molla → mogha        | Pallagorio (KR) – San Nicola dell'Alto (KR) – Carfizzi (KR) – Maschito (PZ) – Campomarino (CB) – Ururi (CB) – Montecilfone (CB) – Greci (AV) – Piana degli Albanesi (PA) – Santa Cristina Gela (PA) – Casalvecchio di Puglia (FG) - Chieuti (FG)                         |
| h → gh (velare)                           | njoh → njogh         | Falconara Albanese (CS) – San Cosmo Albanese (CS) – San Giorgio Albanese (CS) – San Demetrio Corone (CS) – Macchia Albanese (CS) – Vaccarizzo Albanese (CS) – Marri (CS) – Santa Sofia d'Epiro (CS)                                                                      |
| ë tonica → a                              | këmba → kamba        | Vaccarizzo Albanese (CS) – Caraffa di Catanzaro (CZ) – Vena di Maida (CZ) – Andali (CZ) – Marcedusa (CZ) – Zangarona (CZ) |
| ë tonica → o                              | këmba → komba        | Pallagorio (KR) – San Nicola dell'Alto (KR) – Carfizzi (KR) – San Basile (CS) – Acquaformosa (CS) – Falconara Albanese (CS) (sporadicamente) |
| ë tonica → e                              | këmba → kemba        | Greci (AV) |
| ë tonica → u                              | bënj → bunj          | Santa Cristina Gela (PA) – Piana degli Albanesi (PA) |
| h → f                                     | ngrohtë → ngroftë    | Acquaformosa (CS) – Lungro (CS) – San Marzano di San Giuseppe (TA) (sporadicamente) |
| l → lj (cfr gl di aglio)                  | lule → ljulje        | Tutte le comunità nelle Province di Catanzaro, Cosenza (eccetto Falconara Alb.se) e Crotone. Contessa Entellina (PA), San Costantino Albanese (PZ), San Paolo Albanese (PZ)                                                                                              |
| l → dd (cfr calabrese chiḍḍu, beḍḍu)      | lule → ddudde        | Falconara Albanese (CS) |
| j → hj (solo a fine parola)               | tij → tihj           | Caraffa di Catanzaro (CZ) – Vena di Maida (CZ) – Zangarona (CZ) – Andali (CZ) – Marcedusa (CZ) – Vaccarizzo Albanese (CS) – Piana degli Albanesi (PA) – Santa Cristina Gela (PA) – Contessa Entellina (PA) – Pallagorio (KR) – Carfizzi (KR) – San Nicola dell'Alto (KR) |
| f → h aspirata (dal dialetto catanzarese) | faqa → haqa          | Caraffa di Catanzaro (CZ) – Vena di Maida (CZ) – Zangarona (CZ) – Andali (CZ) – Marcedusa (CZ) |
| tr → ṭṛ (cfr calabrese ṭṛoppu, ṭṛenu)     | motra → moṭṛa        | Caraffa di Catanzaro (CZ) – Vena di Maida (CZ) – Zangarona (CZ) – Andali (CZ) – Marcedusa (CZ) – Contessa Entellina (PA) |
| str → ṣṭṛ (cfr calabrese ṣṭṛanu, ṣṭṛittu) | shtrëmbur → ṣṭṛëmbur | Caraffa di Catanzaro (CZ) – Vena di Maida (CZ) – Zangarona (CZ) – Andali (CZ) – Marcedusa (CZ) – Contessa Entellina (PA) |
| rk → jk (in posizione intermedia)         | derku → dejku        | Castroregio (CS) – Plataci (CS) - Farneta (CS) |
| h → k                                     | krah → krak          | Firmo (CS) |
| th → h                                    | thërres → hërres     | Eianina (CS) (sporadicamente) |

È senz'altro interessante notare come in alcune parlate si riscontri la tendenza nel marcare il finale delle parole con una ë aggiuntiva, che, tuttavia, non viene solitamente trascritta. Per render meglio l'idea: "krìet" si pronuncerà "krìetë", "vèshët" diventerà "vèshëtë", "shurbènjën" diventerà "shurbènjënë".
I paesi in cui si riscontra tale fenomeno sono Caraffa di Catanzaro (CZ), Vena di Maida (CZ), Zangarona (CZ), Andali (CZ), Marcedusa (CZ), Falconara Albanese (CS), Contessa Entellina (PA).
La stessa tendenza si riscontra ancora oggi in numerose parlate Arvanite e nei dialetti della Ciamurìa come, ad esempio, a Joannina e Paramythia.

## Descrizione

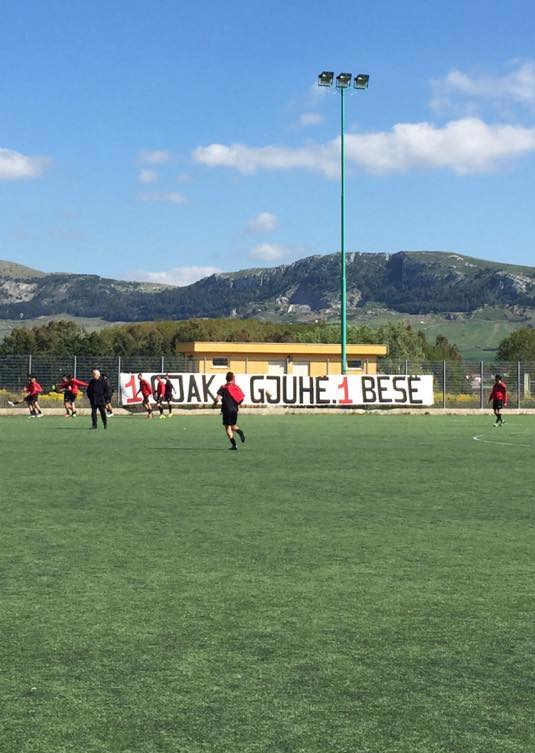
Striscioni in albanese a Piana degli Albanesi (PA), Stadio Comunale

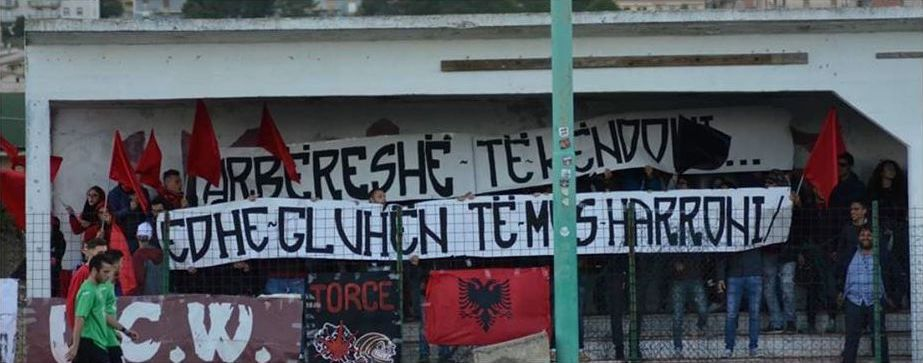
Stadio Comunale a Piana degli Albanesi, tifoseria con striscioni in albanese

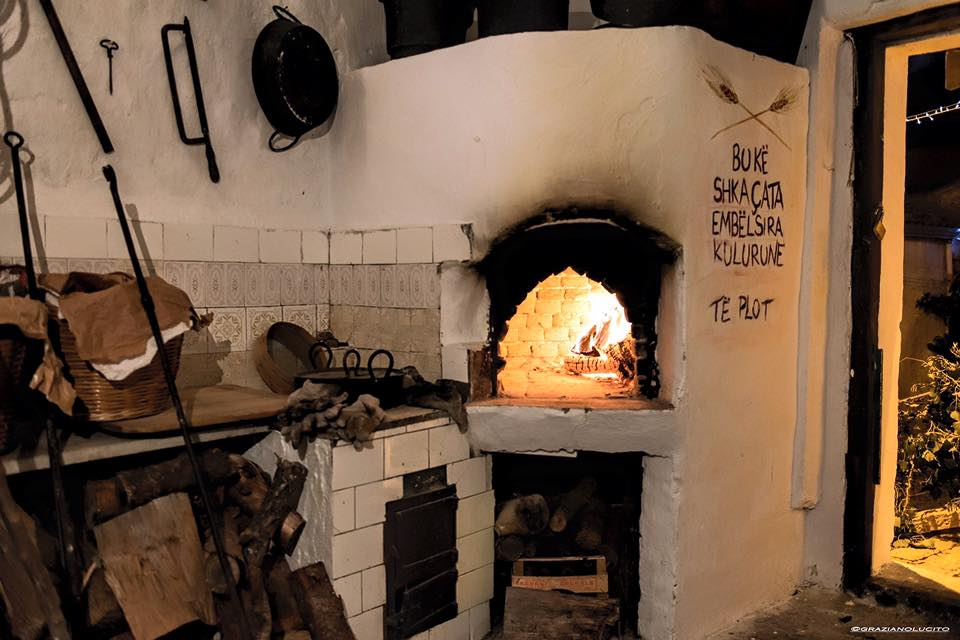
Lista dei prodotti in albanese, antico forno, Piana degli Albanesi (PA)

### Lessico
L'arbërishtja, come l'albanese letterale parlato nei Balcani, ha 7 vocali: a, e, ë, o, i, y, u. La differenza è che la y arbëreshe si pronunzia come la i italiana di "indaco", mentre la y albanese si rende con lo stesso suono della ü tedesca. L'alfabeto è stato conformato definitivamente nel congresso di Monastir nel 1908, accettando l'alfabeto latino. Dal punto di vista del lessico si nota la mancanza di vocaboli per la denominazione di concetti astratti, sostituiti, nel corso dei secoli, con perifrasi o con prestiti dell'italiano. Ci sono comunque inflessioni che derivano dal ghego (gegërishtja), il dialetto parlato nel nord dell'Albania, così come in Montenegro del sud, Serbia, Kosovo, Macedonia del Nord. Le colonie albanesi di Vaccarizzo Albanese e San Giorgio Albanese in Calabria hanno mantenuto molte caratteristiche arcaiche del dialetto ghego.

### Classificazione
Le parlate italo-albanesi del Sud Italia possono essere classificate in base ai nessi consonantici che esse presentano. Si scindono, quindi in parlate arcaiche, parlate innovative, parlate miste.
| Area | Nessi Consonantici                             | Esempi                                                                 |
| --- | ---------------------------------------------- | ---------------------------------------------------------------------- |
| Arcaica: Comunità nelle Province di Potenza, Avellino, Foggia, Taranto, Palermo. Castroregio, Farneta, Plataci e Civita in Provincia di Cosenza. Portocannone in Provincia di Campobasso. Andali e Marcedusa in Provincia di Catanzaro | kl –pl–fl –bl – gl                             | kleva = fui plak = vecchio flas = parlo blenj = compro gluhë = lingua  |
| Innovativa: Restanti comunità della Provincia di Cosenza, le comunità in Provincia di Crotone e Caraffa di Catanzaro. (NB: A Caraffa si conserva il nesso arcaico kl, dunque kleva invece di qeva).                                    | kl > q – pl > pj – fl > fj – bl > bj – gl > gj | qeva = fui pjak = vecchio fjas = parlo bjenj = compro gjuhë = lingua   |
| Mista: Restanti comunità del Molise e Villa Badessa (PE) | kl > q – pl – fl – bl – gl > gj                | qeva = fui plak = vecchio flas = parlo blenj = compro gjuhë = lingua   |
| Vena di Maida e Zangarona (Provincia di Catanzaro) | kl – pl > pr – fl > fr – bl > br – gl > gj     | kleva = fui prak = vecchio fras = parlo brenja = compro gjuhë = lingua |

#### Confronto tra parlatearbëreshë
| italiano               | Spezzano Albanese (CS)         | Vaccarizzo Albanese (CS) | Santa Sofia d'Epiro (CS)    | San Martino di Finita (CS) | Falconara Albanese (CS)      | Santa Caterina Albanese (CS) | Lungro (CS)          | San Basile (CS)      | Castroregio (CS)                | Civita (CS)         | Pallagorio (KR)       | Vena di Maida (CZ)       | Caraffa di CZ (CZ)           | Maschito (PZ)        | S. Marzano di SG. (TA)    | Ururi (CB)                | Piana degli Albanesi (PA) | S. Cristina Gela (PA) | Contessa Entellina (PA) | Albania              |
| ---------------------- | ------------------------------ | ------------------------ | --------------------------- | -------------------------- | ---------------------------- | ---------------------------- | -------------------- | -------------------- | ------------------------------- | ------------------- | --------------------- | ------------------------ | ---------------------------- | -------------------- | ------------------------- | ------------------------- | ------------------------- | --------------------- | ----------------------- | -------------------- |
| sì                     | ëh                             | agha                     | ëgh                         | oh                         | ëgh                          | ëh                           | ëf                   | oh                   | ë / po                          | ëh                  | ne                    | ah                       | oh                           | uaj                  | enje                      | ejë                       | o / ëj                    | o / ara               | o / ora                 | po                   |
| no                     | jo                             | jo                       | jo                          | jo                         | jo                           | jo                           | jo                   | jo                   | jo                              | jo                  | jo                    | jo                       | jo                           | jo                   | jo                        | jo                        | jo                        | jo                    | jo                      | jo                   |
| grazie                 | gracje                         | gracje                   | gracje                      | gracje                     | fajemënderit                 | gracje                       | faleminderit         | gracje               | paqë / kij paqë                 | faleminderit        | gracje                | gracje                   | gracje                       | gracje               | haristisënj               | haristisënj               | haristis                  | haristis              | haristis                | faleminderit         |
| prego                  | faregjë                        | farigja                  | faregjë                     | faregjë                    | faregjë                      | faregjë                      | faregjë              | faragjo              | faregjë                         | faregjë             | farigjo               | e nente                  | e nente                      | faragjë              | mosgjë                    | mosgjë                    | parkales                  | parkales              | mosgjë                  | të lutem             |
| come ti chiami?        | si thërrite?                   | si thërrite?             | si thërrite? / si të thonë? | si të thonë?               | si thirre? / si të thonë?    | si thërrite?                 | si të thonë?         | si ta thonë          | si të thonë?                    | si të thëjin?       | si hjërritahj?        | si sërritehj?            | si quhehj?                   | si thërrita?         | si thërrite?              | si thërrite?              | si të thonë?              | si të thonë?          | si thërrite?            | si quhesh?           |
| mi chiamo…             | thërritem…                     | thërritem…               | thërritem…/ më thonë…       | më thonë…                  | thirrem... / më thonë...     | thërritem...                 | më thonë…            | ma thonë             | më thonë…                       | më thëjin…          | hjërritam…            | sërritem...              | quhem…                       | thërritam…           | thërritem…                | thërritem…                | më thonë…                 | më thonë…             | thërritem...            | quhem…               |
| camminando ti ho visto | tue ngarë të pe                | tue ngarë të pe          | tue ngarë të pe             | tue ecur të pe             | tue ngarë të pe              | ture ngarë të pe             | ture tirartur të pe  | tura ecur të pe      | tue ngarë të pe                 | ture ecur të pe     | kute ecur të kam parë | tue kaminarë të kam parë | tue kaminarë të kam parë     | ture ecur të pe      | ta ngarë të kam parë      | ta ngasur të pe           | tue ecur të pashë         | tue ecur të pashë     | tue ecur të pashë       | duke shkuar të pashë |
| prima                  | t’parën                        | mënjëgherë               | mënjëgherë                  | më parë                    | para                         | më parë                      | t’parzin             | mo parë              | më përpara                      | më parë             | mo parë               | ma parë                  | ma parë                      | ma parë              | më rpara                  | mi pari                   | më parë                   | më parë               | më para                 | më parë              |
| dopo                   | dopu                           | pëstaj                   | prana                       | dopu                       | dopu                         | prana                        | pra                  | pra                  | psana                           | pas                 | dopu                  | dopu                     | dopu                         | pas                  | dopu                      | pas                       | pas                       | pas                   | pas                     | pas                  |
| essi parlano albanese  | ata fjasen / fjasnjën arbëresh | ata fjasen arbëresh      | ata fjasen arbëresh         | ata fjasin arbëresh        | ato foddin / fjasnë arbëresh | ata fjasnjën arbëresh        | ata fjasjin arbëresh | ata fjasjin arbëresh | ata rimbrejin / flasën arbëresh | ata foljin arbëresh | ata fjasnjin arbëresh | ato frasnë arbëresh      | ato hjasnë / fjasnë arbëresh | ata folnjan arbëresh | ata kushëllonjën arbëresh | ata kushughonjën arbëresh | ata flasjën arbëresh      | ata flasën arbëresh   | ata gjykonjën arbëresh  | ata flasin shqip     |
| io faccio              | u bënj                         | u banj                   | u bënj                      | u bënj                     | u bi                         | u bënj                       | u bënj               | u bonj               | u bënj                          | u bënj              | ure bonja             | u banja                  | u banja                      | u bënj               | u bënj                    | u bënj                    | u bunj                    | u bunj                | u bënj                  | unë bëj              |
| io volevo              | u doja                         | u donja                  | u donja                     | u donja                    | u desh / denja               | u donja                      | u donja              | u doja               | u donja                         | u donja             | ure deja              | u derë                   | u derë                       | u donja              | u denja                   | u denja                   | u doja                    | u doja                | u deja                  | unë doja             |
| lui è                  | ai është                       | ai ashtë                 | ai është                    | ai është                   | ai është                     | ai është                     | ai është             | ai oshtë             | ai është                        | ai është            | ai oshtë              | ai ashtë                 | ai ashrë                     | ai është             | ai ishtë                  | ai ishtë                  | ai ushtë                  | ai ushtë              | ai është                | ai është             |
| io ero                 | u isha                         | u inja                   | u inja                      | u inja                     | u jesh / jenja               | u ishënja                    | u isha               | u isha               | u ishënja                       | u isha              | ure isha              | u jesha                  | u jesh                       | u ishanja            | u inja                    | u isha                    | u isha                    | u isha                | u isha                  | unë isha             |
| quanti anni hai?       | sa vjet ke?                    | sa vjet ke?              | sa vjet ke?                 | sa vjet ke?                | sa vjet ke?                  | sa vjet ke?                  | sa vjet ke?          | sa vjet ke?          | sa vjet ke?                     | sa vjet ke?         | sa vjet ke?           | sa vjet ke?              | sa vjet ke?                  | sa vjet ke?          | sa vjet ke?               | sa viet ke?               | sa vjet ke?               | sa vjet ke?           | sa vjet ke?             | sa vjeç je?          |
| ho…anni                | kam…vjet                       | kam…vjet                 | kam…vjet                    | kam…vjet                   | kam…vjet                     | kam…vjet                     | kam…vjet             | kam...vjet           | kam…vjet                        | kam…vjet            | kam…vjet              | kam…vjet                 | kam…vjet                     | kam…vjet             | kam…vjet                  | kam...vjet                | kam…vjet                  | kam…vjet              | kam...vjet              | jam…vjeç             |
| il sole                | dielli                         | dilli                    | dilli                       | dielli                     | dielli                       | dielli                       | dielli               | dilli                | dielli                          | dielli              | dieghi                | dielli                   | dielli                       | diaghi               | dielli                    | dieghi                    | dieghi                    | dieghi                | dielli                  | dielli               |

Gli italo-albanesi possiedono un patrimonio linguistico con parole spesso andate perdute nella stessa Albania, qui ricordate dagli anziani o che si ritrovano solo in testi antichi. Queste parole si incontrano in entrambi i dialetti albanesi.
Avendo gli arbëreshë avuto contatti sporadici anche con altri popoli prima della diaspora, la loro parlata possiede alcuni prestiti che derivano in origine dal latino, talvolta dallo slavo o dal bizantino-greco, o almeno condivide la stessa etimologia delle rispettive parole. Si tratta di poche parole presenti nel lessico abituale.
I turchismi, molto presenti ancora oggi nelle parlate balcaniche, sono pochi o quasi inesistenti nel lessico degli italo-albanesi, e dimostra poi che l'invasione ottomana dei Balcani è il termine "ante quem" per la diaspora albanese (durata tre secoli) ad esempio la mancanza della y.
La gran parte delle parole albanesi con origine greca non è del tutto un'adozione antica e deriva dall'uso della stessa nella liturgia bizantina, prese dopo la nascita delle colonie albanesi nella mancanza o scomparsa di verbi e di sinonimi.
Alcuni esempi sicuri, o presunti, dal greco - termini tratti dalla parlata albanese della Provincia di Palermo - sono:
- haristis (faleminderit in albanese) viene dal greco "εὐχαριστῶ" e ha significato di "grazie" (in numerose comunità "arbëreshe" si dice come in albanese standard o si italianizza in gracje)
- parkales (lyp in albanese) viene dal greco "παρακαλώ" e vuol significare "pregare".
- horë (katund o fshat in albanese) si presume venga dal greco "χωρα" e vuol significare "città", "città principale". In alcune zone dell'Albania viene ancora usato ed esiste un paese con questo nome: Horë Vranisht (in arbëresh si può dire anche katund).
- amáj (betejë o luftë in albanese) si presume viene dal greco "μάχη" e significa "battaglia" o "guerra".

#### Confronto linguistico
- Da Rruzari i Zonjës Virgjërë e Shën Mërì Mëma e t'in'Zoti, il Santo Rosario in lingua albanese secondo l'uso e la traduzione nelle comunità albanesi di Sicilia raccolte da Papa "Arçipreti" Gjergji Schirò (Piana degli Albanesi, 1983)[22]. Le preghiere Padre Nostro e Ave Maria:

(Italiano)
Padre nostro, che sei nei cieli,

sia santificato il tuo nome,

venga il tuo regno,

sia fatta la tua volontà, come in cielo così in terra.

Dacci oggi il nostro pane quotidiano,

e rimetti a noi i nostri debiti

come noi li rimettiamo ai nostri debitori,

e non ci indurre in tentazione,

ma liberaci dal male.

Amin.
(Albanese letterale)
Ati ynë që je në qiell,

u shenjtëroftë emri yt,

ardhtë mbretëria jote,

u bëftë vullnesa jote, si në qiell, ashtu dhe në tokë.

Bukën tonë të përditshme na e jep sot,

na i fal fajet tona,

si i falim ne fajtorët tanë,

dhe mos na ler të biem në tundim,

por na liro nga i keqi.

Ashtu qoftë.
(Albanese parlato in Sicilia)
Ati i jinë çë je në kjìell,

shejtëruar kloft émbri i jit,

arthët rregjëria e jote,

u bëft vullimi jit, si në kjìell ashtù në dhe.
 
Bukën t'ënë të përditçmen ëna neve sot,
 
ndëjéna dëtirët t'ona,

ashtu si na ja ndëjejëm të dëtëruamëvet t'anë,

e mos na le të biem në ngarie,

po lirona nga i ligu.

Ashtu kloft.
(Italiano)
Ave Maria, piena di grazia, il Signore è con te,

Tu sei benedetta fra le donne,

e benedetto è il frutto del tuo seno, Gesù.

Santa Maria, Madre di Dio,

prega per noi peccatori,

adesso e nell’ ora della nostra morte.

Amin.
(Albanese letterale)
Të falemi Mari, hirplote, Zoti me ty,

e bekuar Je mbi të gjitha gratë,

dhe i bekuar fryti i barkut tënd, Jezusi.

Shenjta Mari, Nëna e Tenzot,

lutu për ne mëkatarët,

tash e në fill të vdekjes sonë.

Ashtu qoftë.
(Albanese parlato in Sicilia)
Falem Mërì, e hir plota, in'Zot ë me Tij,

bekuarë Ti je mbi gjithë grat,

e bekuarë pema e gjirit t'ënt, Isuthi.

E Shë'Mërì, Mëma e t'in'Zoti,

parkalés për ne të mëkatruamit,

nanì e te hera e vdekjës t'ënë.

Ashtu kloft.

### Accento
L'accento è un altro tratto che accomuna gli albanesi d'Italia. Esso, anche se inserito in aree e regioni diverse d'Italia, è sostanzialmente immutato e suona uguale o simile tra i comuni sparsi, a men che non ci sia stata una recente influenza dal territorio circostante non arbëresh. Di solito l'accento è sulla penultima sillaba, come in Albania e nel resto dei territori albanofoni.
L'accento degli italo-albanesi è simile a quello parlato nel sud d'Albania, oltre il fiume Shkumbini, e nella regione della Ciamuria, l'Epiro del sud, oggi parte dello stato greco, e trova molte similitudini con gli arvaniti presenti in Grecia. 
Per i non albanofoni gli arbëreshë tendono a sembrare un po "sardi" quando parlano in arbëresh o in italiano; le parole si pronunciano con un'enfasi che permette loro di distinguerli dagli altri italiani.

### Termini di base
| Italiano                          | Albanese Arbëresh                            |
| --------------------------------- | -------------------------------------------- |
| Ciao                              | Falem                                        |
| Sì                                | Po/O, Ëj, Né                                 |
| No                                | Jo                                           |
| Per favore                        | Ju parkales / Ju lutem (informale: Të lutem) |
| Grazie                            | Faleminderit / (Të) Haristis                 |
| Prego                             | Ju lutem / Ju haristis                       |
| Di niente                         | Mosgjë / Farëgjë                             |
| Arrivederci                       | Qavarrisu, Mirupafshim, Shihemi, Dukemi      |
| Come stai?                        | Si je? Si rrì? Si vemi?                      |
| Mi scusi / Scusami                | Ka më ndjeni / Lyp ndjesë / Ka më ndjesh     |
| Non capisco / Non la (ti) capisco | Nëng ndrëngoj / Ngë ju (të) ndrëngonj        |
| Buongiorno                        | Mirëdita                                     |
| Buonasera                         | Mirëmbrëma                                   |
| Buonanotte                        | Natën e mirë                                 |
| Qual è il tuo nome?               | Çili isht emri jitë? / Si të thon?           |
| Mi chiamo Marco                   | Më thonë Marku / Emri jim isht Marku         |
| Sto bene                          | Jam mirë                                     |
| Parli Albanese?                   | Flet, Fjet, Fol, Gyjëkon Arbërisht?          |
| Bene (avverbio)                   | Mirë                                         |
| Giusto (avverbio)                 | Drejt                                        |
| Salute!                           | Gëzuar! Shëndet!                             |
| Complimenti!                      | Përgëzime!                                   |
| Ti amo                            | Të dua                                       |
| Una birra, per favore             | Një birrë, e parkales                        |
| Dov'è il bagno?                   | Ku isht banji / rritreu                      |
| Cos'è quello?                     | Çë isht atë?                                 |
| Quello è un cane                  | Atë ë një qen                                |
| Noi viaggeremo! Stiamo partendo   | Ne do të udhëtojëm! Jam e nisemi             |
| Pace!                             | Paqë! / Të mirën!                            |
| Sono un principiante in Albanese  | Jam e zë fill të mësoj Arbërishtjën          |

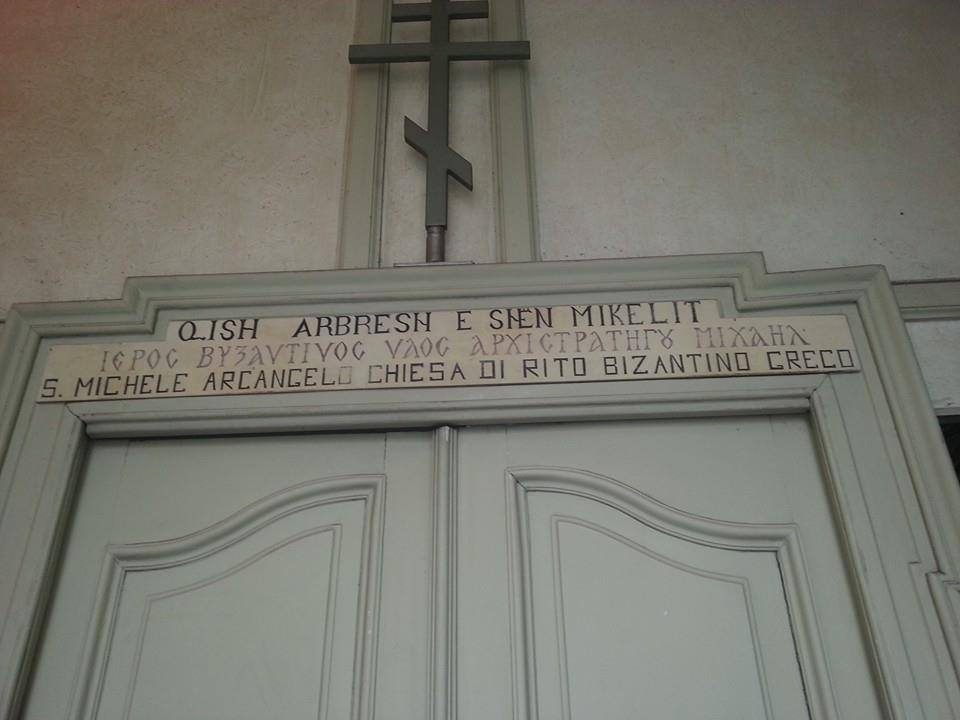
Parrocchia Italo-Albanese di rito bizantino di Torino, contro facciata

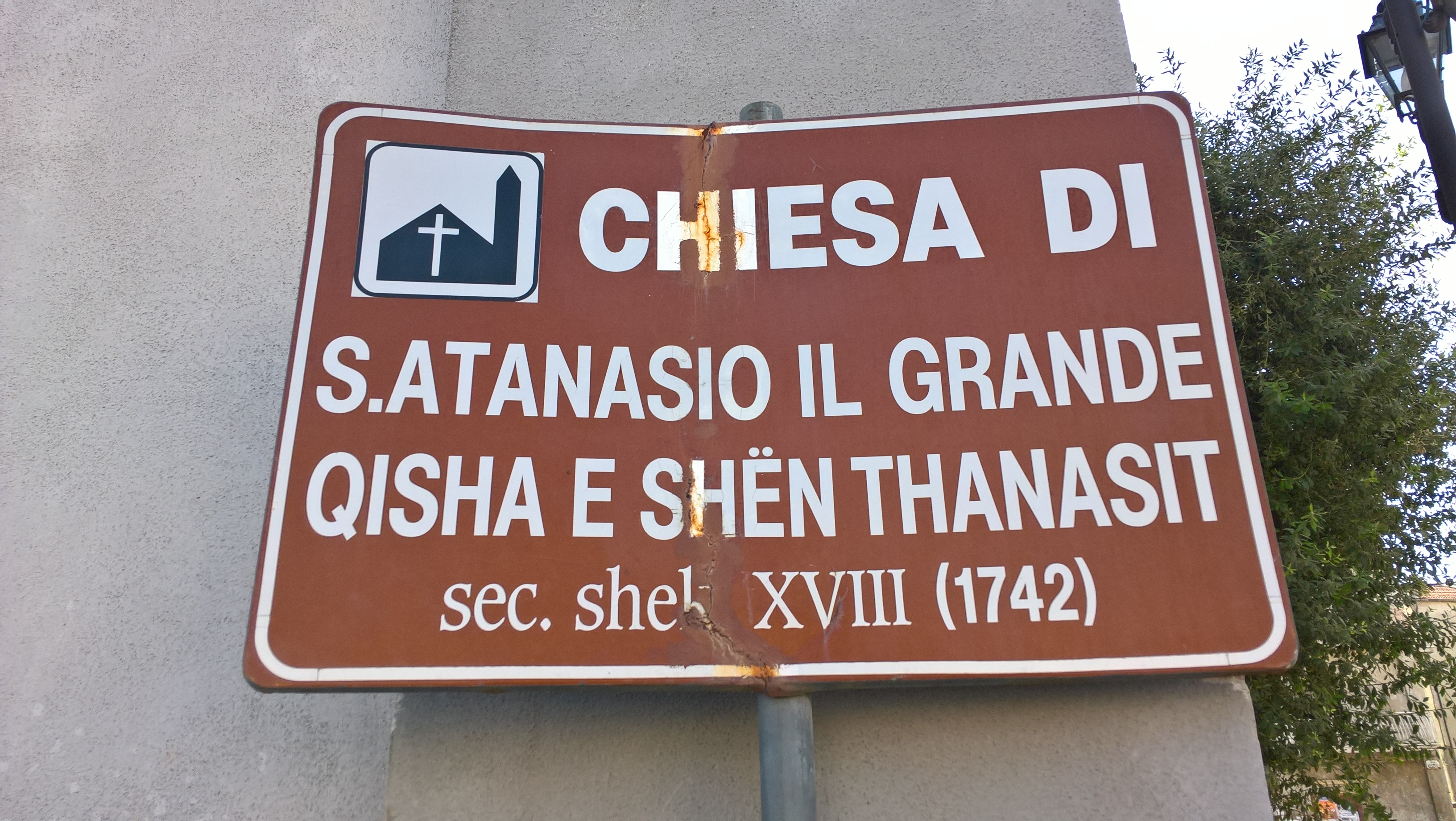
Chiesa di Sant'Atanasio il Grande, Santa Sofia d'Epiro (CS), insegna bilingue

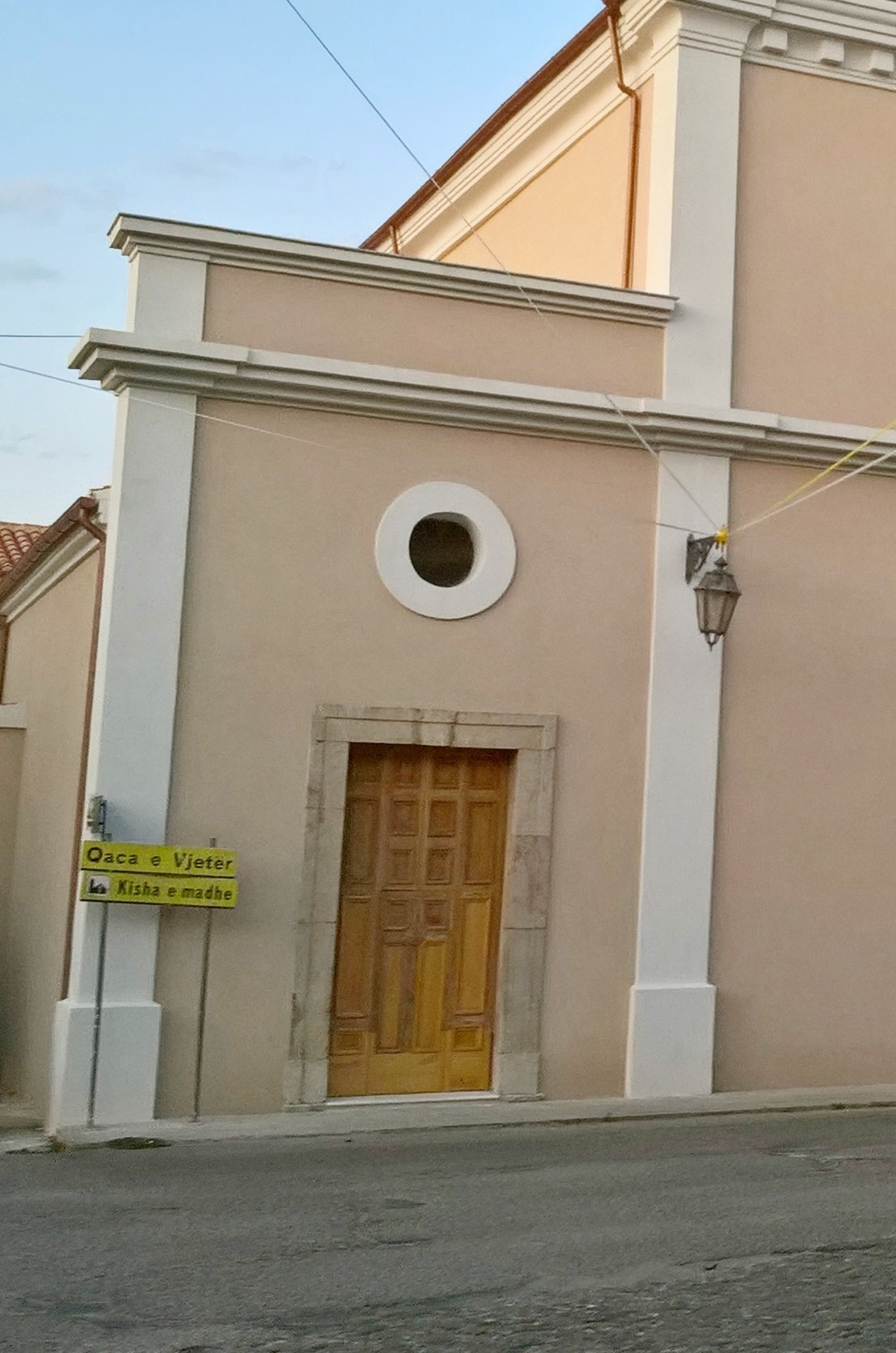
Chiesa dei Santi Pietro e Paolo a Spezzano Albanese (CS), tabelle stradali in albanese

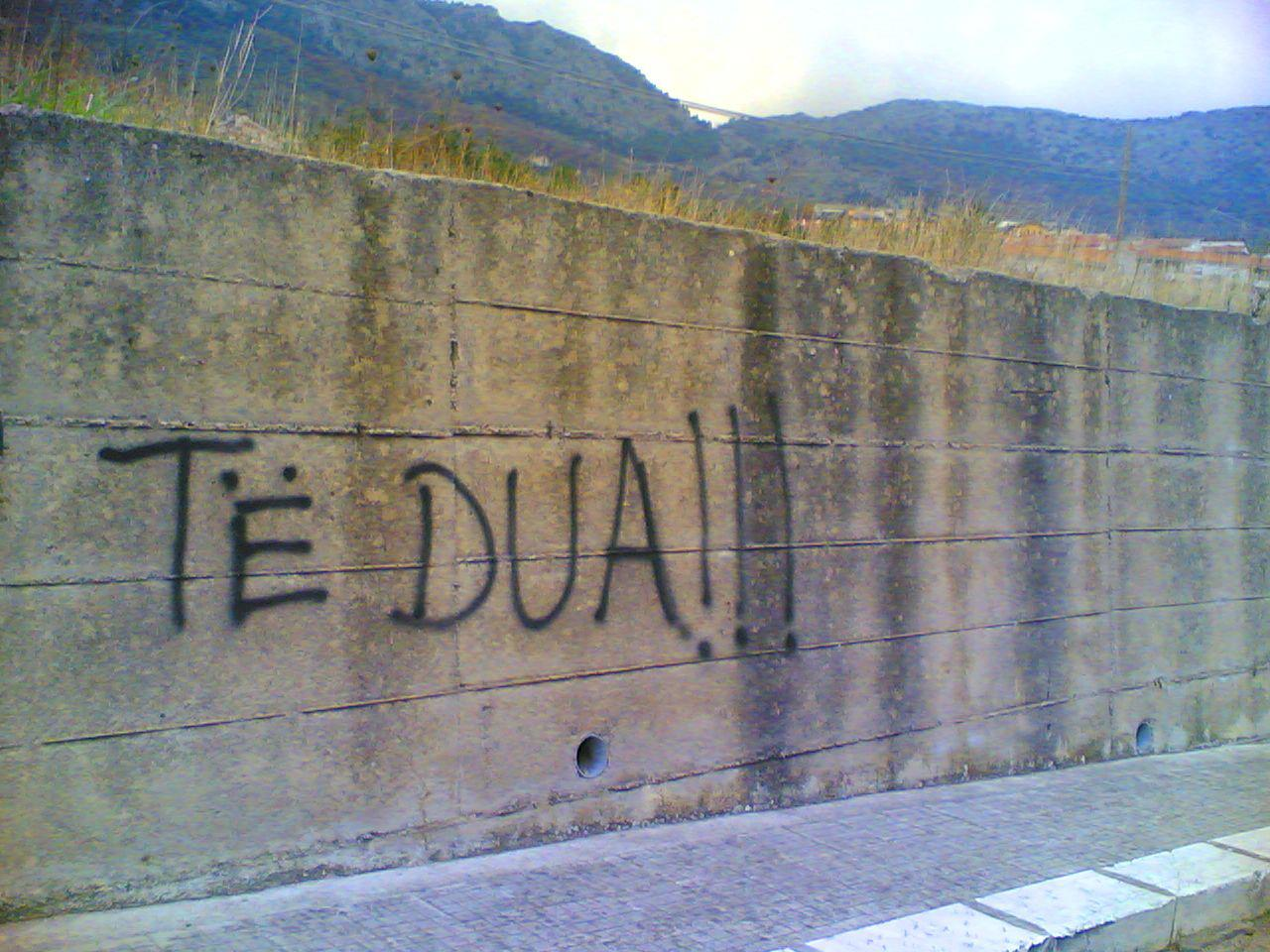
Frase d'amore Të dua!!! (Ti amo) a Piana degli Albanesi (PA)

Note: di solito si dice mirëmenat (lett. buon mattino), o mirëmëngjes, il mattino presto fino a mezzogiorno, mirëdita (buongiorno) al primo incontro durante il giorno. Nel lasciarsi, ditën e mirë (buona giornata). Dopo il tramonto, mirëmbrëma (buonasera) al primo incontro. Nel lasciarsi per quella sera, si usa natën e mirë (buonanotte), e in risposta e mirë e bëfshë (ti faccia bene) o gjumin e t'ëmbël (dolce sonno).
Alcune parole uguali, a volte, possono avere significati diversi fra l'albanese letterale parlato nei Balcani (shqip) e l'albanese parlato in Italia (arbërisht).

#### Frasi semplici
Domande basilari
| - Quando? Kur? - Dove? Ku? - Cosa? Çë? / Çfarë? - Chi? Kush? | - Come? Si? - Perché? Përçë? / Pse? - Quale? Çili? / Cili? |  |

Emergenze
- Aiuto Ndihmë!
- Mi sono perso U humba / U zbora
- Chiamate i carabinieri/un medico Thërrisni karabinerët/një jatrua / një mjek
- Mi fa male qui Më dhëmb këtu

Giorni e parti del giorno
| - Lunedì E Hënë / E Hënia - Martedì E Martë / E Martja - Mercoledì E Mërkurë / E Mërkurja - Giovedì E Intje / E Intja - Venerdì E Premte / E Prëmtja - Sabato E Shtunë / E Shtunia - Domenica E Dielë / E Dielja | - Mattino Menat / Mëngjes - Pomeriggio Mbasdite - Sera Mbrëmje - Notte Natë - Giorno Ditë - Ieri Dje - L'altro ieri Njëdizë / Paradje - Oggi Sot - Domani Nestër - Dopodomani Kosënestër / Pasënestër |  |

Numeri
| - Uno Një - Due Dy (letto con la "i" italiana) - Tre Tre / Tri - Quattro Katër - Cinque Pesë - Sei Gjashtë - Sette Shtatë | - Otto Tetë - Nove Nëntë - Dieci Dhjetë - Venti Njëzet - Quaranta Dyzetë - Cinquanta Pesëdhjetë - Cento Njëqind / Njëqint - Mille Njëmijë |  |

Trasporti e servizi
- Aeroporto Aeroport
- Stazione Stacion
- Fermata Ndalesë
- Corriera / Autobus Postë / Autobuz
- Biglietto di sola andata Biletë/Picinë vetëm vajtje
- Biglietto di andata e ritorno Biletë/Picinë vajtje-ardhje
- Bagno Signore Signori Rritrè/Banj Gra Burra
- Automobile Makinë
- Motocicletta Motorr
- Nave / Barca Anije / Varkë
- Bicicletta Biçikletë
- Stazione di servizio Stacjon e benxinës / Pikë karburanti

### Proverbi e modi di dire da Piana degli Albanesi (PA)
Prendendo in esempio Piana degli Albanesi (PA), come altre colonie, dispone di un nutrito repertorio orale e scritto di proverbi (fjalë t'urta), modi di dire (fjalë të moçme) e filastrocche (vjershë për fëmijë); diversamente, per ovvie ragioni, è più modesta quella delle favole (përralla/pugharet) e dei racconti (rrëfymet) a sfondo mitico e leggendario che hanno una comune matrice balcanica:
Proverbi
- Ai çë ndan ka më të miren pjesë: "A chi divide spetta la migliore parte".
- Atë çë bën gjen, atë çë mbiell kùar: "Cio che fai ritrovi; ciò che semini mieti".
- Bashkimi bënë fuqinë: "L'unione fa la forza".
- Barku plot këmba lot: "(Quando la) pancia (è) piena, il piede danza".
- Djali pa lerë me brekët prerë: "I calzoni sono pronti ed il bambino non ancora nato", avere fretta.
- Fjala më e mirë isht ajo çë ngë thuhet: "La parola migliore è quella che si tace." (ossia l'italico classico "un bel tacer non fu mai scritto")
- Gjitonia gjiria: "Vicinato parentato", cioè il vicino è come un parente.
- Gluha ngë ka eshtra po' thyen eshtrat: "La lingua non ha ossa ma rompe le ossa".
- Gurë mbi gurë bënet një murë: "Pietra su pietra si fa un muro", lavorando si ha risultato.
- I lan kryet ghajdhurit: "Lavare la testa all'asino", vano tentativo di convincere una persona testarda, come un asino.
- I majmë si rriqër maji: "Pingue come una zecca nel mese di maggio".
- I mirë si buka: essere "Buono come il pane".
- Jetën yn' Zot ngë e bëri te një ditë: "Iddio non creò il mondo in un giorno (solo)".
- Keqari të vërtetën ngë e shtrëmbon: "Il balbuziente la verità non la storpia".
- Kush ha bën drudhe: "Chi mangia lascia molliche", inevitabile lasciare traccia di ciò che si fa.
- Kush punon rron: "Chi lavora vive".
- Mbi tri qiqëra: "Su tre ceci", essere in bilico.
- Më para e masiëm e pran e flasiëm: "Prima lo misuriamo e poi ci accordiamo".
- Moti i mirë duket menatën: "Il tempo bello si vede dal mattino".
- Nata isht e ulkut: "La notte appartiene al lupo", per indicare i pericoli e le insidie dell'oscurità.
- Ngë bëjën bukë bashkë: "Non fanno pane assieme", ovvero non andare d'accordo.
- Viskotet ven ku ngë janë dëmb: "I biscotti vanno dove non sono i denti".
- Zëmbrën si një koqe thierr: "Il cuore come un seme di lenticchia", essere emozionati.

Detti
- Atyji çë duron një javë i duket shtatë navë (shekuj): "A colui che soffre, una settimana sembrano sette secoli".
- Di më shumë një i lën te shpia i tij se një i urtë te shpia e tjetrin: "Sa più un pazzo a casa sua che un saggio a casa degli altri".
- Ke pitit (urì)? ...merr kërthin e e dhërtip: "Hai fame? ...prendi l'ombelico e lo mastichi".
- Kush mirë u rua mirë u gjënd: "Chi bene si è curato bene si ritroverà", esortazione a prevenire.
- Kush pati zjarrin rroi kush pati bukën ngë rroi: "Chi ha avuto il fuoco è sopravvissuto ma non chi ha avuto il pane", modo di dire che sintetizza le priorita'della vita, ovvero: prima un tetto sotto cui ripararsi e quindi un tozzo di pane di cui sfamarsi.

Filastrocche
- Bie shi bie zborë mortat' plaka me një dorë: "Piove nevica la vecchia zia (è) con una mano", filastrocca che recitano i bambini.
- Niu niu nau, vajzën kush me vrau, me vrau lala bau, lala bau ngë e deshi, cucughamili me dy desh: cantata al bambino che si porta ritmicamente avanti e indietro.
- Kliç klaqë babalaqё, ishёm zёnё e bërёm paqё: filastrocca che recitano i bambini dopo un altercare.
- Të dhëmb barku? Jic te Mas'Marku, ti jep dy kohponè, hipe lartë e ha dy ve: "Ti duole la pancia? Vai da Mastro Marco, ti da due colpetti, sali su e mangia due uova", filastrocca che si recita ai bambini quando hanno mal di pancia.

### Proverbi e modi di dire da Falconara Albanese (CS)
Vediamo, adesso, alcuni modi di dire e proverbi da Falconara Albanese
- Kush nëng ka kryetë, ka shaddëtë (Chi non ha testa ha gambe)
- Gurë mbë gurë bëghet muri (Pietra su pietra si fa il muro)
- Si nuse tigëruse, u të ngas e ti ngorìse (Sposa, sei come una piccola tigre, io ti tocco e tu ti irriti)
- Rri ndënj ma thuaj ndreq (Stai seduto ma dì la verità)
- Oj Zoti Krisht, bekona më një gjisht (Oh Gesù, benedici noi con un dito)
- Vera xë kombëtë (Il vino colpisce i piedi)
- Venë përsùtetë te ku nëng janë torqe (Vanno i prosciutti dove non ci sono corde per appenderli)
- Të rjepçin si Mik Kavotin (Possano scorticarti come Domenico Cavoti)
- Çë bisht i ddig se është ai (Che mascalzone che è lui)
- Mirë ket bëç, mirë ket gjëç (Bene farai, bene troverai)
- Ecni më urat (Andate con la preghiera)
- Pa brumë ngë bëghet bukë (Senza lievito non si fa pane)
- Sod je si Ghënëza (Oggi sei come la Luna)
- Bari i ddig nëng vdes (L'erba cattiva non muore)
- Ish një vashëz ndë një lloxhètë, anangasu vashëz, qep! (C'era una ragazza in una loggia, sbrigati ragazza, cuci!)
- Shumë pudda, pak ve (Tante galline, poche uova)
- Këtu ndanë ngë bie shi (Qui sotto non piove)
- Vera u sos e gjindja ngë vinjënë më (Il vino è finito e la gente non viene più)
- Thes i zbraztë ngë rri mbë kombë (Sacco vuoto non sta in piedi)
- Fjaddëtë i merr era (Le parole le prende il vento)
- Gratë qeshinë shumë e skungjëdhirinë (Le donne ridono tanto e poco concludono)
- Ndëç e di gruja, e di katundi (Se lo sa la donna, lo sa il paese)
- Më shumë vret goja se mahjèrja (Uccide più la bocca che la spada)
- Turres bën turres (I soldi fanno soldi)
- Derk e ddëtìr mos i kall mbë shpi (Porco e italiano non farli entrare in casa)
- Ik, madd, se arrèn topra (Fuggi, monte, che arriva l'ascia)
- Miza nëng mbëson kombët e saj (La mosca non mostra i propri piedi)
- Ti jenje e bukur si një llanxheddë vaji (Eri bella come un orciuolo d'olio)
- Kush mbolli gjomba, mos t'ver xathur (Chi ha seminato spine, non andasse scalzo)
- Ka dhombët si stihjì (Ha i denti come un mostro marino)
- U të thom qiqëra e ti rispundirën pozë (Io ti dico ceci e tu rispondi fagioli)
- Ddip pak, se t'vjen shumë (Chiedi poco, che ti vien dato tanto)
- Sose të më bëç këta cika të ddiga, se ndëmos un ng'e di se ç'bi (Smettila di farmi cattive azioni, altrimenti non so cosa farò)
- Më mirë një brùmbull ndëmaj dheut, se rregj ndën dheut (Meglio essere uno scarafaggio sulla terra che un re sotto terra)
- Thujme kuj je bir se të thom kush je (Dimmi di che sei figlio e ti dirò chi sei)
- Pullari vet siell kashtën e vet e gha (L'asino da solo porta la paglia e da solo la mangia)
- Rruju, ndëç do rruajtur ka Inzot (Guardati, e vuoi esser guardato da Dio)
- Dardha e gjallë të mbìen dhombëtë (La pera acerba ti intorpidisce i denti)
- Rri si miu te ghavëra (Stai come il topo nel buco)
- Moti i mirë shighet çë mënatetë (Il tempo buono si vede dal mattino)
- Vajta e raçë si një stroçull (Sono caduto come una trottola)
- Është i gholl si shkop (È magro come un bastone)
- Peri këpùtet ku është më i gholl (Il filo si spezza dove è più sottile)
- Llavurin bëne sot, se karveddën e gha mënatë (Il lavoro fallo oggi, che la pagnotta la mangi domani)
- Gjithënjërì bën kryqën për të (Ognuno fa la croce per sè)
- Ku është fumata është edhe zjarrni (Dove c'è il fumo c'è anche il fuoco)
- Shoddë te ku rruan kukuvedda (Disgrazia dove guarda la civetta)
- Ke sytë e kryetë e gjonit (Hai gli occhi e la testa di un gufo)
- Je si trunx ddakri (Sei come un torsolo di cavolo)
- Duke aq i urt e zbire ndë një qerq më ujë (Sembri tanto intelligente e ti perdi in un bicchiere d'acqua)
- Ai kërcèn si era (Lui saltella come il vento)
- Je e bukur si një ddudde (Sei bella come un fiore)
- Kush thotë të rreme ka shaddëtë të shkurtura (Chi dice bugie ha le gambe corte)
- Mirri gjithë kunxiddët e tënden mos e ddë (Prenditi tutti i consigli ma il tuo parere non lasciarlo)
- Pullarëtë xòghenë e vuçët çàghenë (Gli asini litigano e i barili si rompono)
- Atij i ra qimja, ma ngë i ranë vixjët (A quello è caduto il pelo, ma non gli son caduti i vizi)
- Fjadda më e mirë është ajo çë nëng thughet (La migliore parola è quella che non si dice)
- Sa është i bukur ki katund arbëresh, shumë dedde e pak ddesh (Quanto è bello questo paese arbëresh, tante pecore e poca lana)
- Vajta Spixanë sa të gjegja një meshë, ne meshë gjegja e ne racjuna thashë, prapa një kulloneje ish një vashëz, m'u dukej ddëtire ma ish arbëreshe, më bëri magarìnë sa e bukur ish (Sono andato a Spezzano a sentire una messa, né messa ho sentito e né preghiere ho detto, dietro una colonna c'era una ragazza, mi sembrava italiana ma era arbëreshe, mi ha fatto un incantesimo per quanto era bella)
- Oj Ndermà, çë na kumbarirte te Kastìeddi, ndighòna çë bijmë një qishë, rruj sot bijtë nga Fallkunarë se më sytë t'pjota më ddota të rrùanjënë (O Madre, che ci sei apparsa al Castello, aiutaci a fare una chiesa, assisti oggi i figli tuoi di Falconara, che con gli occhi pieni di lacrime ti guardano)

### Elementi del discorso
Secondo la loro funzione, le parole si possono dividere in dieci categorie o parti del discorso, alcune variabili ed altre invariabili.
| Elementi variabili                              | Elementi variabili                                    | Elementi variabili                           | Elementi variabili                      | Elementi variabili                      | Elementi invariabili                            | Elementi invariabili                                             | Elementi invariabili                       | Elementi invariabili                    | Elementi invariabili                        |
| sostantivo                                      | aggettivo                                             | numerale                                     | pronome                                 | verbo                                   | avverbio                                        | preposizione                                                     | congiunzione                               | particella                              | interiezione                                |
| ----------------------------------------------- | ----------------------------------------------------- | -------------------------------------------- | --------------------------------------- | --------------------------------------- | ----------------------------------------------- | ---------------------------------------------------------------- | ------------------------------------------ | --------------------------------------- | ------------------------------------------- |
| shpi (casa) ulli (olivo) ujë (acqua) vaj (olio) | i bardhë (bianco) i gjatë (lungo) kuntjend (contento) | një (uno) dy (due) tri (tre) katër (quattro) | u (io) ti (tu) tona (nostre) jote (tua) | pi (bere) jam (essere) bjenj (comprare) | mirë (bene) lig (male) shpejt / llestu (presto) | mbë (su) prapa (dietro) afër (vicino) ndën (sotto) sipër (sopra) | e (e) çë / se (che) o (o) prandaj (perciò) | tue (del gerundio) të (del congiuntivo) | ëh / ëgh (sì) rroftë (viva) forca! (forza!) |

#### Pronomi personali
| io      | tu      | egli    | ella    | esso   | noi    | voi      | essi     | esse     |
| ------- | ------- | ------- | ------- | ------ | ------ | -------- | -------- | -------- |
| u       | ti      | ai      | ajo     | ata    | na     | ju       | ata      | ato      |
|         |         | atij    | asaj    | atij   |        |          | atyre    | atyre    |
| mua, më | tij, të | atij, i | asaj, i | atij,i | neve   | juve, ju | atyre, i | atyre, i |
| mua, më | tij, të | atë, e  | atë, e  | atë, e | ne, na | ju       | ata, i   | ato, i   |
| meje    | teje    | atij    | asaj    | atij   | nesh   | jush     | atyre    | atyre    |

NB:
Essi (neutro) si declina come esse.

#### Articoli prepositivi
Gli articoli prepositivi vengono preposti agli aggettivi articolati e declinati in concordanza di numero genere e caso con il sostantivo che li precede mentre l'aggettivo rimane invariato. L'articolo prepositivo të viene preposto ai sostantivi facenti parte della seconda declinazione dei nomi neutri e rimane tale indipendentemente dai casi, dal numero e dalla forma  (Es:  të folur = discorso).
| Forma indeterminata | Forma indeterminata | Forma indeterminata | Forma indeterminata | Forma indeterminata | Forma indeterminata |
| maschile sing       | femminile sing      | neutro sing         | maschile pl         | femminile pl        | neutro pl           |
| ------------------- | ------------------- | ------------------- | ------------------- | ------------------- | ------------------- |
| i                   | e                   | të                  | të                  | të                  | të                  |
| të                  | të                  | të                  | të                  | të                  | të                  |
| të                  | të                  | të                  | të                  | të                  | të                  |
| të                  | të                  | të                  | të                  | të                  | të                  |
| të                  | të                  | të                  | të                  | të                  | të                  |

| Forma determinata | Forma determinata | Forma determinata | Forma determinata | Forma determinata | Forma determinata |
| maschile sing     | femminile sing    | neutro sing       | maschile pl       | femminile pl      | neutro pl         |
| ----------------- | ----------------- | ----------------- | ----------------- | ----------------- | ----------------- |
| i                 | e                 | e                 | e                 | e                 | e                 |
| të                | së                | të                | të                | të                | të                |
| të                | së                | të                | të                | të                | të                |
| e                 | e                 | e                 | e                 | e                 | e                 |
| të                | së                | të                | të                | të                | të                |

Esempio:
| Burri i bukur                     | L’uomo bello    |
| (i - e - të - së) Burrit të bukur | Dell’uomo bello |
| Burrit të bukur                   | All’uomo bello  |
| Burrin e bukur                    | L’uomo bello    |
| (prej) Burrit të bukur            | Dall’uomo bello |

NB:   Burr-i è della prima declinazione maschile.
NB: L'aggettivo è i bukur.
Da ricordarsi che il caso ablativo (5ª riga) non ha nessun valore se non viene preposto da una preposizione che ne presupponga l'utilizzo, ad esempio: prej (da), larg (lontano), afër (vicino).
Da ricordare che il caso genitivo (2ª riga) va sempre preceduto dall'articolo prepositivo che si declina in concordanza a genere, numero, caso e forma al sostantivo che precede il genitivo.

#### Aggettivi possessivi
Gli aggettivi possessivi richiedono sempre un sostantivo con il quale concordano in genere, numero e caso.
Quando non sono accompagnati dal nome e si trovano in forma determinata assumono la funzione di pronomi.
| Aggettivi possessivi arbëreshë nella loro completa declinazione (voci al singolare) | Aggettivi possessivi arbëreshë nella loro completa declinazione (voci al singolare) | Aggettivi possessivi arbëreshë nella loro completa declinazione (voci al singolare) | Aggettivi possessivi arbëreshë nella loro completa declinazione (voci al singolare) | Aggettivi possessivi arbëreshë nella loro completa declinazione (voci al singolare) | Aggettivi possessivi arbëreshë nella loro completa declinazione (voci al singolare) | Aggettivi possessivi arbëreshë nella loro completa declinazione (voci al singolare) | Aggettivi possessivi arbëreshë nella loro completa declinazione (voci al singolare) | Aggettivi possessivi arbëreshë nella loro completa declinazione (voci al singolare) | Aggettivi possessivi arbëreshë nella loro completa declinazione (voci al singolare) | Aggettivi possessivi arbëreshë nella loro completa declinazione (voci al singolare) | Aggettivi possessivi arbëreshë nella loro completa declinazione (voci al singolare) | Aggettivi possessivi arbëreshë nella loro completa declinazione (voci al singolare) | Aggettivi possessivi arbëreshë nella loro completa declinazione (voci al singolare) | Aggettivi possessivi arbëreshë nella loro completa declinazione (voci al singolare) | Aggettivi possessivi arbëreshë nella loro completa declinazione (voci al singolare) | Aggettivi possessivi arbëreshë nella loro completa declinazione (voci al singolare) | Aggettivi possessivi arbëreshë nella loro completa declinazione (voci al singolare) | Aggettivi possessivi arbëreshë nella loro completa declinazione (voci al singolare) | Aggettivi possessivi arbëreshë nella loro completa declinazione (voci al singolare) | Aggettivi possessivi arbëreshë nella loro completa declinazione (voci al singolare) | Aggettivi possessivi arbëreshë nella loro completa declinazione (voci al singolare) |
| mio                                                                                 | mia                                                                                 | mio (neu)                                                                           | tuo                                                                                 | tua                                                                                 | tuo (neu)                                                                           | suo (poss.masc)                                                                     | sua (poss.masc)                                                                     | suo (poss.masc) (neu)                                                               | suo (poss.fem)                                                                      | sua (poss.fem)                                                                      | suo (poss.fem) (neu)                                                                | nostro                                                                              | nostra                                                                              | nostro (neu)                                                                        | vostro                                                                              | vostra                                                                              | vostro (neu)                                                                        | loro (ma)                                                                           | loro (fe)                                                                           | loro (neu)                                                                          |                                                                                     |
| ----------------------------------------------------------------------------------- | ----------------------------------------------------------------------------------- | ----------------------------------------------------------------------------------- | ----------------------------------------------------------------------------------- | ----------------------------------------------------------------------------------- | ----------------------------------------------------------------------------------- | ----------------------------------------------------------------------------------- | ----------------------------------------------------------------------------------- | ----------------------------------------------------------------------------------- | ----------------------------------------------------------------------------------- | ----------------------------------------------------------------------------------- | ----------------------------------------------------------------------------------- | ----------------------------------------------------------------------------------- | ----------------------------------------------------------------------------------- | ----------------------------------------------------------------------------------- | ----------------------------------------------------------------------------------- | ----------------------------------------------------------------------------------- | ----------------------------------------------------------------------------------- | ----------------------------------------------------------------------------------- | ----------------------------------------------------------------------------------- | ----------------------------------------------------------------------------------- | ----------------------------------------------------------------------------------- |
| im                                                                                  | ime                                                                                 | tim                                                                                 | jot                                                                                 | jote                                                                                | tat                                                                                 | i tij                                                                               | e tij                                                                               | e tij                                                                               | i saj                                                                               | e saj                                                                               | e saj                                                                               | jonë                                                                                | jone                                                                                | tanë                                                                                | jij                                                                                 | juaj                                                                                | taj                                                                                 | i tyre                                                                              | e tyre                                                                              | e tyre                                                                              |                                                                                     |
| tim                                                                                 | time                                                                                | tim                                                                                 | tënd                                                                                | sate                                                                                | tat                                                                                 | të tij                                                                              | të tij                                                                              | të tij                                                                              | të saj                                                                              | të saj                                                                              | të saj                                                                              | tënë                                                                                | tënë                                                                                | tanë                                                                                | tëj                                                                                 | tëj                                                                                 | taj                                                                                 | të tyre                                                                             | të tyre                                                                             | të tyre                                                                             |                                                                                     |
| tim                                                                                 | time                                                                                | tim                                                                                 | tënd                                                                                | sate                                                                                | tat                                                                                 | të tij                                                                              | të tij                                                                              | të tij                                                                              | të saj                                                                              | të saj                                                                              | të saj                                                                              | tënë                                                                                | tënë                                                                                | tanë                                                                                | tëj                                                                                 | tëj                                                                                 | taj                                                                                 | të tyre                                                                             | të tyre                                                                             | të tyre                                                                             |                                                                                     |
| tim                                                                                 | time                                                                                | tim                                                                                 | tënd                                                                                | tënde                                                                               | tat                                                                                 | e tij                                                                               | e tij                                                                               | e tij                                                                               | e saj                                                                               | e saj                                                                               | e saj                                                                               | tënë                                                                                | tënë                                                                                | tanë                                                                                | tëj                                                                                 | tëj                                                                                 | taj                                                                                 | e tyre                                                                              | e tyre                                                                              | e tyre                                                                              |                                                                                     |
| tim                                                                                 | time                                                                                | tim                                                                                 | tënd                                                                                | sate                                                                                | tat                                                                                 | të tij                                                                              | të tij                                                                              | të tij                                                                              | të saj                                                                              | të saj                                                                              | të saj                                                                              | tënë                                                                                | tënë                                                                                | tanë                                                                                | tëj                                                                                 | tëj                                                                                 | taj                                                                                 | të tyre                                                                             | të tyre                                                                             | të tyre                                                                             |                                                                                     |

| Aggettivi possessivi arbëreshë nella loro completa declinazione (voci al plurale) | Aggettivi possessivi arbëreshë nella loro completa declinazione (voci al plurale) | Aggettivi possessivi arbëreshë nella loro completa declinazione (voci al plurale) | Aggettivi possessivi arbëreshë nella loro completa declinazione (voci al plurale) | Aggettivi possessivi arbëreshë nella loro completa declinazione (voci al plurale) | Aggettivi possessivi arbëreshë nella loro completa declinazione (voci al plurale) | Aggettivi possessivi arbëreshë nella loro completa declinazione (voci al plurale) | Aggettivi possessivi arbëreshë nella loro completa declinazione (voci al plurale) | Aggettivi possessivi arbëreshë nella loro completa declinazione (voci al plurale) | Aggettivi possessivi arbëreshë nella loro completa declinazione (voci al plurale) | Aggettivi possessivi arbëreshë nella loro completa declinazione (voci al plurale) | Aggettivi possessivi arbëreshë nella loro completa declinazione (voci al plurale) | Aggettivi possessivi arbëreshë nella loro completa declinazione (voci al plurale) | Aggettivi possessivi arbëreshë nella loro completa declinazione (voci al plurale) | Aggettivi possessivi arbëreshë nella loro completa declinazione (voci al plurale) | Aggettivi possessivi arbëreshë nella loro completa declinazione (voci al plurale) | Aggettivi possessivi arbëreshë nella loro completa declinazione (voci al plurale) | Aggettivi possessivi arbëreshë nella loro completa declinazione (voci al plurale) | Aggettivi possessivi arbëreshë nella loro completa declinazione (voci al plurale) | Aggettivi possessivi arbëreshë nella loro completa declinazione (voci al plurale) | Aggettivi possessivi arbëreshë nella loro completa declinazione (voci al plurale) |
| miei                                                                              | mie                                                                               | miei (neu)                                                                        | tuoi                                                                              | tue                                                                               | tuoi (neu)                                                                        | suoi (poss.masc)                                                                  | sue (poss.masc)                                                                   | suoi (poss.masc) (neu)                                                            | suoi (poss.fem)                                                                   | sue (poss.fem)                                                                    | suoi (poss.fem) (neu)                                                             | nostri                                                                            | nostre                                                                            | nostri (neu)                                                                      | vostri                                                                            | vostre                                                                            | vostri (neu)                                                                      | loro (ma)                                                                         | loro (fe)                                                                         | loro (neu)                                                                        |
| --------------------------------------------------------------------------------- | --------------------------------------------------------------------------------- | --------------------------------------------------------------------------------- | --------------------------------------------------------------------------------- | --------------------------------------------------------------------------------- | --------------------------------------------------------------------------------- | --------------------------------------------------------------------------------- | --------------------------------------------------------------------------------- | --------------------------------------------------------------------------------- | --------------------------------------------------------------------------------- | --------------------------------------------------------------------------------- | --------------------------------------------------------------------------------- | --------------------------------------------------------------------------------- | --------------------------------------------------------------------------------- | --------------------------------------------------------------------------------- | --------------------------------------------------------------------------------- | --------------------------------------------------------------------------------- | --------------------------------------------------------------------------------- | --------------------------------------------------------------------------------- | --------------------------------------------------------------------------------- | --------------------------------------------------------------------------------- |
| tim                                                                               | time                                                                              | time                                                                              | tat                                                                               | tote                                                                              | tote                                                                              | e tij                                                                             | e tija                                                                            | e tija                                                                            | e saj                                                                             | e saja                                                                            | e saja                                                                            | tanë                                                                              | tona                                                                              | tona                                                                              | taj                                                                               | tuaja                                                                             | tuaja                                                                             | e tyre                                                                            | e tyre                                                                            | e tyre                                                                            |
| tim                                                                               | time                                                                              | time                                                                              | tat                                                                               | tote                                                                              | tote                                                                              | të tij                                                                            | të tija                                                                           | të tija                                                                           | të saj                                                                            | të saja                                                                           | të saja                                                                           | tanë                                                                              | tona                                                                              | tona                                                                              | taj                                                                               | tuaja                                                                             | tuaja                                                                             | të tyre                                                                           | të tyre                                                                           | të tyre                                                                           |
| tim                                                                               | time                                                                              | time                                                                              | tat                                                                               | tote                                                                              | tote                                                                              | të tij                                                                            | të tija                                                                           | të tija                                                                           | të saj                                                                            | të saja                                                                           | të saja                                                                           | tanë                                                                              | tona                                                                              | tona                                                                              | taj                                                                               | tuaja                                                                             | tuaja                                                                             | të tyre                                                                           | të tyre                                                                           | të tyre                                                                           |
| tim                                                                               | time                                                                              | time                                                                              | tat                                                                               | tote                                                                              | tote                                                                              | e tij                                                                             | e tija                                                                            | e tija                                                                            | e saj                                                                             | e saja                                                                            | e saja                                                                            | tanë                                                                              | tona                                                                              | tona                                                                              | taj                                                                               | tuaja                                                                             | tuaja                                                                             | e tyre                                                                            | e tyre                                                                            | e tyre                                                                            |
| tim                                                                               | time                                                                              | time                                                                              | tat                                                                               | tote                                                                              | tote                                                                              | të tij                                                                            | të tija                                                                           | të tija                                                                           | të saj                                                                            | të saja                                                                           | të saja                                                                           | tanë                                                                              | tona                                                                              | tona                                                                              | taj                                                                               | tuaja                                                                             | tuaja                                                                             | të tyre                                                                           | të tyre                                                                           | të tyre                                                                           |

Sono illustrati nel seguente modo:
| Voce in italiano |
| ---------------- |
| Nominativo       |
| Genitivo         |
| Dativo           |
| Accusativo       |
| Ablativo         |

neu = neutro
fe = femminile
ma = maschile
poss.masc = possessore maschile
poss.fem = possessore femminile

#### Aggettivi indefiniti
| Aggettivi indefiniti arbëreshë nella loro completa declinazione (voci al singolare) |         |          |          |
| l'altro                                                                             | l'altra | un altro | un'altra |
| tjetri                                                                              | tjetra  | njetër   | njetër   |
| tjetrit                                                                             | tjetrës | njetri   | njetrje  |
| tjetrit                                                                             | tjetrës | njetri   | njetrje  |
| tjetrin                                                                             | tjetrën | njetër   | njetër   |
| tjetrit                                                                             | tjetrës | njetri   | njetrje  |

| Aggettivi indefiniti arbëreshë nella loro completa declinazione (voci al singolare ) |           |              |              |
| gli altri                                                                            | le altre  | alcuni altri | alcune altre |
| tjetrët                                                                              | tjetrat   | tjetrë       | tjetra       |
| tjetrëvet                                                                            | tjetravet | tjetrëve     | tjetrave     |
| tjetrëvet                                                                            | tjetravet | tjetrëve     | tjetrave     |
| tjetrët                                                                              | tjetrat   | tjetrë       | tjetra       |
| tjetrëvet                                                                            | tjetravet | tjetrëve     | tjetrave     |

Sono illustrati nel seguente modo:
| Voce in italiano |
| ---------------- |
| Nominativo       |
| Genitivo         |
| Dativo           |
| Accusativo       |
| Ablativo         |

Esistono, inoltre :
nga, çdo (ogni, qualsiasi). Sono indeclinabili. Çdo si trova solo nella letteratura arbëreshe. (Es: naga jave = ogni settimana)
ndo, ndonjë qualche. Ndo è indeclinabile. Ndonjë si declina come l'articolo indeterminativo një e quindi resta invariato nel genere e nel numero ma assume la desinenza -i nei casi obliqui (gen., dat., abl.) diventando ndonjëi . (Es: ndo ditë = qualche giorno)

##### Declinazione dimosnjeri(nessuno)
| Declinazione |
| ------------ |
| mosnjeri     |
| mosnjeriu    |
| mosnjeriu    |
| mosnjeri     |
| mosnjeriu    |

Secondo questo schema si declinano anche:  nganjeri (ognuno) e çdonjeri (qualcuno).
NB: L'accento cade sempre sulla i finale, non si scrive in quanto la lingua arbëreshe, così come l'albanese, non prevede l'uso dell'accento grafico.

### Sistema verbale nelle parlate della Provincia di Cosenza
Nella parlata arbëreshe, così come avviene nell'albanese letterale, il verbo viene indicato con la prima persona singolare del presente indicativo e non con l'infinito presente come avviene in italiano. Analogamente a quanto avviene nell'albanese letterale, il verbo arbëresh possiede un paradigma e i temi sono 3: presente, passato remoto e participio (esiste solo il participio passato e quello presente si rende con una perifrasi). Nel sistema verbale arbëresh si perde il modo ammirativo ma si mantiene l'ottativo con le stesse desinenze in uso nella lingua albanese. È inoltre uguale nei due idiomi la formazione dell'infinito.
Paradigmi di alcuni verbi arbëreshë
| Tema del presente | Tema dell'imperfetto        | Tema del passato remoto | Tema del participio     |
| kujtonj (ricordo) | kujtonja (ricordavo)        | kujtova (ricordai)      | kujtuar (ricordare)     |
| fjas (parlo)      | fjisnja / fjitnja (parlavo) | fola / fjava (parlai)   | folur / fjarë (parlato) |
| bie (cado)        | binja (cadevo)              | rashë (caddi)           | ratur (caduto)          |

Paradigmi di alcuni verbi albanesi:
| Tema del presente | Tema dell'imperfetto | Tema del passato remoto | Tema del participio |
| kujtoj (ricordo)  | kujtoja (ricordavo)  | kujtova (ricordai)      | kujtuar (ricordato) |
| flas (parlo)      | flisja (parlavo)     | fola (parlai)           | folur (parlato)     |
| bie (cado)        | bija (cadevo)        | rashë (caddi)           | rënë (caduto)       |

(Da notare che per marcare alcune differenze sono stati riportati in albanese standard i verbi analoghi a quelli arbëreshë)
Esistono inoltre 4 differenti coniugazioni
| Coniugazioni | Parlata Arbëreshe      | Lingua Albanese        |
| 1ª           | -nj (Es: shkruanj)     | -j (Es: shkruaj)       |
| 2ª           | -ënj (Es: partirënj)   | Non Esiste             |
| 3ª           | -consonante (Es: fjas) | -consonante (Es: flas) |
| 4ª           | -vocale (Es: pi)       | -vocale (Es: pi)       |

In alcune parlate delle provincie di Catanzaro e Crotone, come ad esempio Marcedusa (CZ) e Pallagorio (KR), la desinenza della prima coniugazione muta da -nj in -nja (Es: shkruanj = shkruanja) .
Coniugazione del presente indicativo attivo:
| Persone (Arbëresh) | Persone (Albanese) | 1ª coniug. (Arbëresh) | 1ª coniug. (Albanese) | 2ª coniug. (Arbëresh) | 3ª coniug. (Albanese) | 4ª coniug. (Arbëresh) | 4ª coniug. (Albanese) |
| u                  | unë                | shkrua-nj             | shkrua-j              | qesh-ënj              | qesh                  | pi                    | pi                    |
| ti                 | ti                 | shkrua-n              | shkrua-n              | qesh-ën               | qesh                  | pi                    | pi                    |
| ai / ajo           | ai / ajo           | shkrua-n              | shkrua-n              | qesh-ën               | qesh                  | pi                    | pi                    |
| na                 | ne                 | shkrua-mi             | shkrua-jmë            | qesh-mi               | qesh-im               | pi-mi                 | pi-më                 |
| ju                 | ju                 | shkrua-ni             | shkrua-ni             | qesh-ni               | qesh-ni               | pi-ni                 | pi-ni                 |
| ata / ato          | ata / ato          | shkrua-njën           | shkrua-jnë            | qesh-njën             | qesh-in               | pi-njën               | pi-në                 |

 Coniugazione del presente indicativo passivo:
| Persone (Arbëresh) | Persone (Albanese) | 1ª coniug. (Arbëresh) | 1ª coniug. (Albanese) | 2ª coniug. (Arbëresh) | 3ª coniug. (Albanese) | 4ª coniug. (Arbëresh) | 4ª coniug. (Albanese) |
| u                  | unë                | marto-hem             | marto-hem             | qas-em                | qas-em                | vë-hem                | vë-hem                |
| ti                 | ti                 | marto-he              | marto-hesh            | qas-e                 | qas-esh               | vë-he                 | vë-hesh               |
| ai / ajo           | ai / ajo           | marto-het             | marto-het             | qas-et                | qas-et                | vë-het                | vë-het                |
| na                 | ne                 | marto-hemi            | marto-hemi            | qas-emi               | qas-emi               | vë-hemi               | vë-hemi               |
| ju                 | ju                 | marto-heni            | marto-heni            | qas-eni               | qas-eni               | vë-heni               | vë-heni               |
| ata / ato          | ata / ato          | marto-hen             | marto-hen             | qas-en                | qas-en                | vë-hen                | vë-hen                |

Nella provincia di Cosenza, molti paesi tra i quali Falconara Albanese, San Cosmo Albanese e San Demetrio Corone, pronunciano la h come gh velare; quindi diranno martoghem.
Da notare che in alcune comunità italo-albanesi, come ad esempio Caraffa di Catanzaro, nelle quali è d'uso la forma passiva riflessiva in -hem / -em come in albanese aggiungendo alla seconda persona singolare la desinenza -j e non -sh come in albanese (Es: qasesh = qasej) ed in alcune zone alla seconda e alla terza persona del presente indicativo della terza coniugazione aggiungono la -n ( pi > pin ).
Per far comprendere meglio quanto detto in precedenza:
| 2ª coniug. Presente passivo-riflessivo (Arbëresh) |
| qas-em                                            |
| qas-ej (non qase-sh)                              |
| qas-et                                            |
| qas-emi                                           |
| qas-eni                                           |
| qas-en                                            |

Nelle parlate arbëreshë che adottano queste desinenze, esse valgono anche per la prima e la terza coniugazione aggiungendo la -h- tra la radice le desinenze (Es: Marto-hem).

#### Coniugazione dei verbi al presente indicativo nella parlata albanese della Prov. di Cosenza
| Prima coniugazione (terminazioni in –nj) | Seconda coniugazione (terminazioni in –ënj) | Terza coniugazione (terminazioni in consonante) NB: generalmente verbi irregolari | Quarta coniugazione (terminazioni in vocale) |
| shkruanj (scrivo)                        | sosënj (finisco)                            | marr (prendo)                                                                     | pi (bevo)                                    |
| shkrua-nj                                | sos-ënj                                     | marr                                                                              | pi                                           |
| shkrua-n                                 | sos-ën                                      | merr                                                                              | pi                                           |
| shkrua-n                                 | sos-ën                                      | merr                                                                              | pi                                           |
| shkrua-mi                                | sos-mi                                      | marr-mi                                                                           | pi-mi                                        |
| shkrua-ni                                | sos-ni                                      | mirr-ni                                                                           | pi-ni                                        |
| shkrua-njën                              | sos-njën                                    | marr-en                                                                           | pi-njën (pi-në)*                             |

*da notare:
pi-njën si usa di nella parlata di Spezzano Albanese.
pi-në si usa nella parlata di Santa Sofia d'Epiro o San Cosmo Albanese.
| Coniugazioni di verbi irregolari |               |          |               |                 |                   |                 |
| vete (vado)                      | bie (cado)    | jap (do) | vinj (vengo)  | dua (voglio)    | fjas (parlo)      | thom (dico)     |
| vete                             | bie           | jap      | vinj          | dua             | fjas              | thom            |
| vete                             | bie           | jep      | vjen          | do              | fjet              | thua            |
| vete                             | bie           | jep      | vjen          | do              | fjet              | thotë           |
| vemi                             | bimi          | japmi    | vimi          | duami           | fjasmi            | thomi           |
| veni                             | bini          | jipni    | vini          | doni            | fjini / fjitni    | thoni           |
| venjën / venë                    | binjën / binë | japen    | vinjën / vinë | duanjën / duanë | fjasen / fjasnjën | thonjën / thonë |

| Coniugazione di verbi dotti dall’italiano (assimilabili alla prima e alla seconda coniugazione) |                                 |
| partirënj (parto) (tema atono)                                                                  | arrëvonj (arrivo) (tema tonico) |
| partir-ënj                                                                                      | arrëvo-nj                       |
| partir-ën                                                                                       | arrëvo-n                        |
| partir-ën                                                                                       | arrëvo-n                        |
| partir-mi                                                                                       | arrëvo-mi                       |
| partir-ni                                                                                       | arrëvo-ni                       |
| partir-njën                                                                                     | arrëvo-njën                     |

#### Formazione del gerundio nella parlata albanese della Prov. di Cosenza
| Arbëresh                       | Albanese                |
| tue + participio               | duke + participio       |
| tue ngarë (camminando)         | duke lexuar (leggendo)  |
| tue bërë / tue bënur (facendo) | duke punuar (lavorando) |

Nella parlata arbëreshe non esiste il verbo modale duhet (necessita, si deve) accompagnato dal congiuntivo per indicare dovere o necessità come in albanese, ma si usa il verbo kam (avere) accompagnato dal congiuntivo presente. Tuttavia, a volte, le voci di kam assorbono il “ të “ del congiuntivo creando un elemento invariabile per tutte le persone che può essere kat o ket .
Nello stesso identico modo si forma in arbëresh il futuro, che in albanese è reso con do + congiuntivo.
| Forme           | Arbëresh             | Albanese           |
| Forma estesa    | u kam të shurbenj    | unë duhet të punoj |
| Forma contratta | u kat / kët shurbenj | non esiste         |

U kam të shërbenj = io lavorerò / io devo lavorare.
Unë do të punoj = io lavorerò.

#### Aoristo dei verbi nella parlata albanese della Prov. di Cosenza
| Seconda e terza coniugazione                                                                           | | |                                                     | |
| Verbi che non prendono suffisso e aggiungono le desinenze del passato remoto direttamente alla radice. | Verbi che non prendono suffisso ma mutano la vocale e/o consonante finale del tema: -as, -es in -it | Verbi che non prendono suffisso ma mutano la consonante finale del tema: -s a -v, solo nella prima e seconda persona singolari. | Verbi che mutano il gruppo -je o -ie del tema in -o | Verbi che oltre a mutare il gruppo -je o -ie del tema in -o, subiscono la palatalizzazione della consonante finale |
| sosënj (finisco)                                                                                       | shesënj (vendo)                                                                                     | shkasënj (scivolo) | nxjerr (tolgo)                                      | djeg (brucio) |
| sos-a                                                                                                  | shit-a                                                                                              | shka-va | nxor-a                                              | dogj-a |
| sos-e                                                                                                  | shit-e                                                                                              | shka-ve | nxor-e                                              | dogj-e |
| sos-i                                                                                                  | shit-i                                                                                              | shka-u | nxuar                                               | dogj |
| sos-tim                                                                                                | shit-im                                                                                             | shka-më | nxuar-tim                                           | dogj-tim |
| sos-tit                                                                                                | shit-it                                                                                             | shka-të | nxuar-tit                                           | dogj-tit |
| sos-tin                                                                                                | shit-in                                                                                             | shka-në | nxuar-tin                                           | dogj-tin |

| Irregolari della seconda coniugazione |               |          |             |              |
| fjas (parlo)                          | marr (prendo) | jap (do) | shoh (vedo) | vdes (muoio) |
| fola / fjava                          | mora          | dhe      | pe          | vdiqa        |
| fole / fjave                          | more          | dhe      | pe          | vdiqe        |
| foli / fjau                           | muar          | dha      | pa          | vdiq         |
| foltim / fjamë                        | muartim       | dhamë    | pamë        | vdiqtim      |
| foltit / fjatë                        | muartit       | dhatë    | patë        | vdiqtit      |
| foltin / fjanë                        | muartin       | dhanë    | panë        | vdiqtin      |

| Prima coniugazione                                       |                     |                     |               |              |
| -a-nj / -ua-nj / -ie-nj / -ye-nj / -ë-nj / -i-nj / -y-nj | -o-nj               | -e-nj               | Verbo bënj    | Verbo hynj   |
| bjuanj (macino)                                          | harronj (dimentico) | kursenj (risparmio) | bënj (faccio) | hynj (entro) |
| bj-ua-jt-a                                               | harr-o-va           | kurs-e-va           | bë-r-a        | hy-r-a       |
| bj-ua-jt-e                                               | harr-o-ve           | kurs-e-ve           | bë-r-e        | hy-r-e       |
| bj-ua-jt-i                                               | harr-o-i            | kurs-e-i            | bë-r-i        | hy-r-i       |
| bj-ua-jt-im                                              | harr-u-am           | kurs-y-am           | bë-më         | hy-r-tim     |
| bj-ua-jt-it                                              | harr-u-at           | kurs-y-at           | bë-të         | hy-r-tit     |
| bj-ua-jt-in                                              | harr-u-an           | kurs-y-an           | bë-në         | hy-r-tin     |

| Terza coniugazione |                                     |                                                                             |
| Verbi che nelle persone singolari aggiungono alla radice del verbo il suffisso -r e che modificano la vocale tematica in -u | Verbi che prendono il suffisso -jt- | Il verbo pi (bevo) prende nelle prime due persone singolari il suffisso -v- |
| vë (metto) | di (so)                             | pi (bevo)                                                                   |
| v-ur-a | di-jt-a                             | pi-va                                                                       |
| v-ur-e | di-jt-e                             | pi-ve                                                                       |
| v-ur-i | di-jt-i                             | pi-u                                                                        |
| v-u-më | di-jt-im                            | pi-më                                                                       |
| v-u-të | di-jt-it                            | pi-të                                                                       |
| v-u-në | di-jt-in                            | pi-në                                                                       |

| Irregolari della terza coniugazione |             |            |              |             |
| vete (vado)                         | ha (mangio) | bie (cado) | dua (voglio) | lë (lascio) |
| va-jt-a                             | hëngr-a     | r-e        | dish-a       | l-e         |
| va-jt-e                             | hëngr-e     | r-e        | dish-e       | l-e         |
| va-te                               | hëngr-i     | r-a        | dish         | l-a         |
| va-më                               | hëngr-tim   | r-a-më     | dish-tim     | l-a-më      |
| va-të                               | hëngr-tit   | r-a-të     | dish-tit     | l-a-të      |
| va-në                               | hëngr-tin   | r-a-në     | dish-tin     | l-a-në      |

### Sistema verbale della parlata di Falconara Albanese (CS)
La comunità di Falconara Albanese, per via della sua posizione isolata rispetto agli altri comuni albanofoni della Provincia di Cosenza, ha mantenuto un sistema verbale con numerosi tratti arcaici, andati perduti nelle parlate di tutte le altre comunità. Un'altra importante conseguenza dell'isolamento di Falconara sta nell'acquisizione di fonemi e vocaboli tipicamente calabresi, non presenti nelle altre varietà linguistiche della provincia.
La varietà di Falconara sostituisce sistematicamente la l (da pronunciarsi come gl di aglio) con il fonema calabrese dd (ad esempio: beddu, chiddu), ragion per cui parole come "i vogël" (piccolo) ed "kal" (cavallo) diventano "i vogëdd" ed "kadd".
Mantenendo la stessa suddivisione in quattro coniugazioni, già adoperata per descrivere gli altri sistemi verbali, si riportano le tabelle di coniugazione dei verbi della parlata falconarese.
Verbi regolari
| Prima coniugazione (verbi in -nj) | Seconda coniugazione (verbi in -i) | Terza coniugazione (verbi in consonante) | Quarta coniugazione (verbi in vocale) |
| --------------------------------- | ---------------------------------- | ---------------------------------------- | ------------------------------------- |
| Esempio: shkonj (passare)         | Esempio: foddi (parlare)           | Esempio: siell (portare)                 | Esempio: pi (bere)                    |
| Presente                          | Presente                           | Presente                                 | Presente                              |
| shko-nj (io passo)                | fodd-i (io parlo)                  | siell (io porto)                         | pi (io bevo)                          |
| shko-n                            | fodd-ën                            | siell                                    | pi                                    |
| shko-n                            | fodd-ën                            | siell                                    | pi                                    |
| shko-jmë                          | fodd-imë                           | siell-më                                 | pi-më                                 |
| shko-ni                           | fodd-ni                            | sill-ni                                  | pi-ni                                 |
| shko-njënë (oppure -jnë)          | fodd-inë                           | siell-në                                 | pi-në                                 |
| Imperfetto                        | Imperfetto                         | Imperfetto                               | Imperfetto                            |
| shko-nja (io passavo)             | fodd-nja (io parlavo)              | sill-nja (io portavo)                    | pi-nja (io bevevo)                    |
| shko-nje                          | fodd-nje                           | sill-nje                                 | pi-nje                                |
| shko-n                            | fodd-ën                            | sill                                     | pi-j                                  |
| shko-jim                          | fodd-im                            | sill-im                                  | pi-jim                                |
| shko-jit                          | fodd-it                            | sill-it                                  | pi-jit                                |
| shko-jin                          | fodd-in                            | sill-in                                  | pi-jin                                |
| Aoristo                           | Aoristo                            | Aoristo                                  | Aoristo                               |
| shk-o-va (io passai)              | fodd-a (io parlai)                 | soll-a (io portai)                       | pi-jt-a (io bevvi)                    |
| shk-o-ve                          | fodd-e                             | soll-e                                   | pi-jt-e                               |
| shk-o-i                           | fodd-i                             | soll-i                                   | pi-jt-i                               |
| shk-ue-m                          | fodd-tim                           | suell-tim                                | pi-jt-im                              |
| shk-ue-t                          | fodd-të                            | suell-të                                 | pi-jt-ë                               |
| shk-ue-n                          | fodd-tin                           | suell-tin                                | pi-jt-in                              |
| Participio                        | Participio                         | Participio                               | Participio                            |
| shkuerë                           | foddurë                            | sjellë                                   | pijturë                               |

È importante notare come i verbi possano subire alternanze vocaliche nel corso della coniugazione, si nota che sistematicamente, se un verbo all'aoristo presenta "o" come vocale subito precedente alla desinenza, essa muterà in "ue" dalla terza persona singolare alla terza plurale. Vediamo alcuni esempi.
| Presente      | Prima pers. sing. (aoristo) | Terza pers. sing. (aoristo) |
| ------------- | --------------------------- | --------------------------- |
| marr (prendo) | mora (presi / ho preso)     | muer / mori                 |
| prier (giro)  | prora (girai / ho girato)   | pruer / prori               |
| nxier (tolgo) | nxora (tolsi / ho tolto)    | nxuer / nxori               |

#### Verbi irregolari
| jam (essere) | kam (avere)  | vinj (venire)   | vete (andare) | dua (volere) | thom (dire) | bie (cadere) | gha (mangiare) | marr (prendere) | ngas (camminare) | bi (fare)       | daj (uscire) | vier (appendere) |
| ------------ | ------------ | --------------- | ------------- | ------------ | ----------- | ------------ | -------------- | --------------- | ---------------- | --------------- | ------------ | ---------------- |
| Presente     | Presente     | Presente        | Presente      | Presente     | Presente    | Presente     | Presente       | Presente        | Presente         | Presente        | Presente     | Presente         |
| jam          | kam          | vinj            | vete          | dua          | thom        | bie          | gha            | marr            | ngas             | bi              | daj          | vier             |
| je           | ke           | vjen            | vete          | do           | thua        | bie          | gha            | merr            | nget             | bën             | dedd         | vier             |
| është        | ka           | vjen            | vete          | do           | thotë       | bie          | gha            | merr            | nget             | bën             | dedd         | vier             |
| jemi         | kemi         | vijmë           | vemi          | duamë        | thomi       | biemë        | ghamë          | marrmë          | ngasmë           | bijmë           | dajmë        | viermë           |
| jini         | kini         | vini            | veni          | doni         | thoni       | bini         | ghani          | mirrni          | ngitni           | bëni            | diddni       | virrni           |
| janë         | kanë         | vinjënë / vijnë | venë          | duanë        | thonë       | bienë        | ghanë          | marrnë          | ngasnë           | bënjënë / bëjnë | dajnë        | viernë           |
| Imperfetto   | Imperfetto   | Imperfetto      | Imperfetto    | Imperfetto   | Imperfetto  | Imperfetto   | Imperfetto     | Imperfetto      | Imperfetto       | Imperfetto      | Imperfetto   | Imperfetto       |
| jesh / jenja | kesh / kenja | vinja           | venja         | desh / denja | thonja      | binja        | ghanja         | mirrnja         | ngisnja          | bënja           | diddnja      | virrnja          |
| jenje        | kenje        | vinje           | venje         | denje        | thonje      | binje        | ghanje         | mirrnje         | ngisnje          | bënje           | diddnje      | virrnje          |
| ish          | kish         | vij             | vej           | duj          | thoj        | bij          | ghaj           | mirr            | ngit             | bëj             | didd         | virr             |
| jeshëm       | keshëm       | vijim           | vejim         | deshëm       | thoshëm     | bijim        | ghajim         | mirrim          | ngisim           | bëjim           | diddim       | virrim           |
| jeshët       | keshët       | vijit           | vejit         | deshët       | thoshët     | bijit        | ghajit         | mirrit          | ngisit           | bëjit           | diddit       | virrit           |
| in           | kin          | vijin           | vejin         | dujin        | thojin      | bijin        | ghajin         | mirrin          | ngisin           | bëjin           | diddin       | virrin           |
| Aoristo      | Aoristo      | Aoristo         | Aoristo       | Aoristo      | Aoristo     | Aoristo      | Aoristo        | Aoristo         | Aoristo          | Aoristo         | Aoristo      | Aoristo          |
| qeva         | pata         | erdha           | vajta         | disha        | thaçë       | raçë         | ghëngra        | mora            | ngava            | bëra            | dolla        | vora             |
| qeve         | pate         | erdhe           | vajte         | dishe        | the         | re           | ghëngre        | more            | ngave            | bëre            | dolle        | vore             |
| qe           | pati         | erdhi           | vate          | dish         | tha         | ra           | ghëngri        | mori            | ngau             | bëri            | dolli        | vori             |
| qemë         | patim        | erdhtim         | vamë          | dishtim      | thamë       | ramë         | ghëngtim       | muertim         | ngamë            | bëmë            | duelltim     | vuermë           |
| qetë         | patë         | erdhtë          | vatë          | dishtë       | thatë       | ratë         | ghëngtë        | muertë          | ngatë            | bëtë            | duelltë      | vuertë           |
| qenë         | patin        | erdhtin         | vanë          | dishtin      | thanë       | ranë         | ghëngtin       | muertin         | nganë            | bënë            | duelltin     | vuernë           |
| Participio   | Participio   | Participio      | Participio    | Participio   | Participio  | Participio   | Participio     | Participio      | Participio       | Participio      | Participio   | Participio       |
| qënë         | pasurë       | ardhurë         | vaturë        | dashurë      | thënë       | raturë       | ngrënë         | marrë           | ngarë            | bënurë          | dajë         | vjerrë           |

## Sostantivi
Nella parlata arbëreshe, così come avviene in albanese, i sostantivi sono suddivisi in 3 generi: maschile, femminile e neutro. Esistono 2 forme: indeterminata e determinata che si rende con alcuni suffissi.
mal = una montagna mal-i = la montagna
Esistonole declinazioni ed ognuna possiede 5 casi in seguito elencati.
Nell'uso del genitivo si raccomanda di preporre l'articolo prepositivo ( i, e, të, së ) secondo le regole dell'albanese.

### Il plurale dei sostantivi
Si forma aggiungendo alcune desinenze a seconda del sostantivo.
| Aggiunta della desinenza -ë  |            |
| Singolare                    | Plurale    |
| Gur (pietra)                 | Gur-ë      |
| Arbëresh (albanese d’Italia) | Arbëresh-ë |
| Dhëmb (dente)                | Dhëmb-ë    |

| Aggiunta della desinenza -a |         |
| Singolare                   | Plurale |
| Dardhë (pera)               | Dardh-a |
| Burrë (uomo)                | Burr-a  |
| Gjemb (spina)               | Gjemb-a |

| Aggiunta della desinenza -e |         |
| Singolare                   | Plurale |
| Det (mare)                  | Det-e   |
| Vend (luogo)                | Vend-e  |
| Gëzim (contentezza)         | Gëzim-e |

| Aggiunta della desinenza -ra |         |
| Singolare                    | Plurale |
| Ujë (acqua)                  | Ujë-ra  |
| Vaj (olio)                   | Vaj-ra  |
| Shi (pioggia)                | Shi-ra  |

| Aggiunta della desinenza -nj |          |
| Singolare                    | Plurale  |
| Kalli (spiga)                | Kalli-nj |
| Ftua (melacotogna)           | Fto-nj   |
| Mulli (mulino)               | Mulli-nj |

| Plurali invariati (nomi femminili) |         |
| Singolare                          | Plurale |
| Shpi (casa)                        | Shpi    |
| Lule (fiore)                       | Lule    |
| Dele (pecora)                      | Dele    |

| Plurali irregolari (nomi maschili) |         |
| Singolare                          | Plurale |
| Ka (bue)                           | Qe      |
| Njeri (persona)                    | Njerëz  |
| Vit (anno)                         | Vjet    |

| Plurali irregolari (nomi femminili) |         |
| Singolare                           | Plurale |
| Dorë (mano)                         | Duar    |
| Derë (porta)                        | Dyer    |
| Natë (notte)                        | Net     |

| Nomi esclusivamente plurali |
| të korra (mietitura)        |
| të fala (saluto)            |
| të vjela (vendemmia)        |

| Plurali tramite modificazione di suono della radice della parola. |                                   |              |
| Modificazione del suono                                           | Singolare                         | Plurale      |
| Metafonia vocalica                                                | dash (ariete) kunat (cognato)     | desh kunetë  |
| Palatalizzazione della consonante finale                          | fik (fico) kungull (zucca)        | fiq kunguj   |
| Metafonia vocalica + Palatalizzazione della consonante finale     | mashkull (maschio) pjak (vecchio) | meshkuj pjeq |
| Palatalizzazione della consonante finale + aggiunta della -e      | dushk (frasca) disk (disco)       | dushqe disqe |

Va ricordato che i nomi neutri al plurale diventano femminili.

### Declinazioni dei sostantivi maschili
Nella parlata arbëreshe, così come avviene in albanese, i sostantivi maschili sono suddivisi in 4 gruppi in base alla declinazione che seguono.
1º gruppo: Sostantivi che, al nominativo della forma singolare indeterminata, presentano qualunque uscita, fuorché -h -k -g o vocale tonica (con eccezioni).
2º gruppo:  Sostantivi che presentano uscita in vocale tonica al nominativo della forma singolare indeterminata o uscite  -h  -k  -g  ed acquistano al nominativo della forma singolare determinata la desinenza -u .
3º gruppo:  Sostantivi che presentano uscita in vocale tonica al nominativo della forma singolare indeterminata e prendono al nominativo della forma singolare determinata l'uscita in -ri .
4º gruppo:  Sostantivi che presentano uscita in consonante al nominativo della forma plurale indeterminata.
Declinazione del 1º gruppo:
| Casi       | Singolare indeterminato | Singolare determinato |
| nominativo | (një) mal               | mal-i                 |
| genitivo   | (njëi) mal-i            | mal-it                |
| dativo     | (njëi) mal-i            | mal-it                |
| accusativo | (një) mal               | mal-in                |
| ablativo   | (njëi) mal-i            | mal-it                |

| Casi       | Plurale indeterminato | Plurale determinato |
| nominativo | (ca) male             | male-t              |
| genitivo   | (ca) male-ve          | male-vet            |
| dativo     | (ca) male-ve          | male-vet            |
| accusativo | (ca) male             | male-t              |
| ablativo   | (ca) male-sh          | male-vet            |

Declinazione del 2º gruppo:
| Casi       | Singolare indeterminato | Singolare determinato |
| nominativo | (një) treg              | treg-u                |
| genitivo   | (njëi) treg-u           | treg-ut               |
| dativo     | (njëi) treg-u           | treg-ut               |
| accusativo | (një) treg              | treg-un               |
| ablativo   | (njëi) treg-u           | treg-ut               |

| Casi       | Plurale indeterminato | Plurale determinato |
| nominativo | (ca) tregje           | tregje-t            |
| genitivo   | (ca) tregje-ve        | tregje-vet          |
| dativo     | (ca) tregje-ve        | tregje-vet          |
| accusativo | (ca) tregje           | tregje-t            |
| ablativo   | (ca) tregje-sh        | tregje-vet          |

Declinazione del 3º gruppo:
| Casi       | Singolare indeterminato | Singolare determinato |
| nominativo | (një) mulli             | mulli-ri              |
| genitivo   | (njëi) mulli-ri         | mulli-rit             |
| dativo     | (njëi) mulli-ri         | mulli-rit             |
| accusativo | (një) mulli             | mulli-rin             |
| ablativo   | (njëi) mulli-ri         | mulli-rit             |

| Casi       | Plurale indeterminato | Plurale determinato |
| nominativo | (ca) mullinj          | mullinj-të          |
| genitivo   | (ca) mullinj-ve       | mullinj-vet         |
| dativo     | (ca) mullinj-ve       | mullinj-vet         |
| accusativo | (ca) mullinj          | mullinj-të          |
| ablativo   | (ca) mullinj-sh       | mullinj-vet         |

Declinazione del 4º gruppo:
| Casi       | Singolare indeterminato | Singolare determinato |
| nominativo | (një) korrës            | korrës-i              |
| genitivo   | (njëi) korrës-i         | korrës-it             |
| dativo     | (njëi) korrës-i         | korrës-it             |
| accusativo | (një) korrës            | korrës-in             |
| ablativo   | (njëi) korrës-i         | korrës-it             |

| Casi       | Plurale indeterminato | Plurale determinato |
| nominativo | (ca) korrës           | korrës-it           |
| genitivo   | (ca) korrës-ve        | korrës-vet          |
| dativo     | (ca) korrës-ve        | korrës-vet          |
| accusativo | (ca) korrës           | korrës-it           |
| ablativo   | (ca) korrës-ish       | korrës-vet          |

( mal = montagna / treg = mercato / mulli = mulino / korrës = mietitore )

### Declinazione dei sostantivi femminili
Nella parlata arbëreshe, così come avviene in albanese, i sostantivi femminili sono suddivisi in 4 gruppi in base alla declinazione che seguono.
1º gruppo:  Sostantivi che, al nominativo della forma singolare indeterminata, presentano l'uscita in  -ë  o consonante ed acquistano al nominativo forma singolare determinata la desinenza  -a .
2º gruppo:  Sostantivi che presentano uscita in  -e  al nominativo della forma singolare indeterminata o ed acquistano al nominativo della forma singolare determinata la desinenza  -ja .
3º gruppo:  Sostantivi che presentano uscita in vocale al nominativo della forma singolare indeterminata e prendono al nominativo della forma singolare determinata l'uscita in -ja .
4º gruppo:  Sostantivi che presentano uscita in  -i tonica al nominativo della forma singolare indeterminata e prendono al nominativo della forma singolare determinata l'uscita in -a .
Declinazione del 1º gruppo:
| Casi       | Singolare indeterminato | Singolare determinato |
| nominativo | (një) vajzë             | vajz-a                |
| genitivo   | (njëi) vajz-je          | vajz-ës               |
| dativo     | (njëi) vajz-je          | vajz-ës               |
| accusativo | (një) vajzë             | vajz-ën               |
| ablativo   | (njëi) vajz-je          | vajz-ës               |

| Casi       | Singolare indeterminato | Singolare determinato |
| nominativo | (ca) vajza              | vajza-t               |
| genitivo   | (ca) vajza-ve           | vajza-vet             |
| dativo     | (ca) vajza-ve           | vajza-vet             |
| accusativo | (ca) vajza              | vajza-t               |
| ablativo   | (ca) vajza-sh           | vajza-vet             |

Declinazione del 2º gruppo:
| Casi       | Singolare indeterminato | Singolare determinato |
| nominativo | (një) lule              | lul-ja                |
| genitivo   | (njëi) lule-je          | lule-s                |
| dativo     | (njëi) lule-je          | lule-s                |
| accusativo | (një) lule              | lule-n                |
| ablativo   | (njëi) lule-je          | lule-s                |

| Casi       | Plurale indeterminato | Plurale indeterminato |
| nominativo | (ca) lule             | lule-t                |
| genitivo   | (ca) lule-ve          | lule-vet              |
| dativo     | (ca) lule-ve          | lule-vet              |
| accusativo | (ca) lule             | lule-t                |
| ablativo   | (ca) lule-sh          | lule-vet              |

Declinazione del 3º gruppo:
| Casi       | Singolare indeterminato | Singolare determinato |
| nominativo | (një) fe                | fe-ja                 |
| genitivo   | (njëi) fe-je            | fe-së                 |
| dativo     | (njëi) fe-je            | fe-së                 |
| accusativo | (një) fe                | fe-në                 |
| ablativo   | (njëi) fe-je            | fe-së                 |

| Casi       | Plurale indeterminato | Plurale determinato |
| nominativo | (ca) fe               | fe-të               |
| genitivo   | (ca) fe-ve            | fe-vet              |
| dativo     | (ca) fe-ve            | fe-vet              |
| accusativo | (ca) fe               | fe-të               |
| ablativo   | (ca) fe-sh            | fe-vet              |

Declinazione del 4º gruppo:
| Casi       | Singolare indeterminato | Singolare determinato |
| nominativo | (një) shpi              | shpi-a                |
| genitivo   | (njëi) shpi-je          | shpi-së               |
| dativo     | (njëi) shpi-je          | shpi-së               |
| accusativo | (një) shpi              | shpi-në               |
| ablativo   | (njëi) shpi-je          | shpi-së               |

| Casi       | Plurale indeterminato | Plurale determinato |
| nominativo | (ca) shpi             | shpi-të             |
| genitivo   | (ca) shpi-ve          | shpi-vet            |
| dativo     | (ca) shpi-ve          | shpi-vet            |
| accusativo | (ca) shpi             | shpi-të             |
| ablativo   | (ca) shpi-sh          | shpi-vet            |

( vajzë = ragazza / lule = fiore / fe = fede / shpi = casa )

### Declinazione dei sostantivi neutri
Nella parlata arbëreshe, così come avviene in albanese, i sostantivi neutri sono suddivisi in 3 gruppi in base alla declinazione che seguono.
1º gruppo:  Sostantivi che, al nominativo della forma singolare indeterminata, presentano l'uscita in  -ë
2º gruppo:  Sostantivi che presentano uscita varia ma l'articolo prepositivo të
3º gruppo:  Sostantivi che presentano uscita in consonante al nominativo della forma singolare indeterminata
Declinazione del primo gruppo:
| Casi       | Singolare indeterminato | Singolare determinato |
| nominativo | ujë                     | ujë-t                 |
| genitivo   | uj-i                    | uj-it                 |
| dativo     | uj-i                    | uj-it                 |
| accusativo | ujë                     | ujë-t                 |
| ablativo   | uj-i                    | uj-it                 |

| Casi       | Plurale indeterminato | Plurale determinato |
| nominativo | ujëra                 | ujëra-t             |
| genitivo   | ujëra-ve              | ujëra-vet           |
| dativo     | ujëra-ve              | ujëra-vet           |
| accusativo | ujëra                 | ujëra-t             |
| ablativo   | ujëra-sh              | ujëra-vet           |

Declinazione del secondo gruppo:
| Casi       | Singolare indeterminato | Singolare determinato |
| nominativo | të folur                | të folur-it           |
| genitivo   | të folur-i              | të folur-it           |
| dativo     | të folur-i              | të folur-it           |
| accusativo | të folur                | të folur-it           |
| ablativo   | të folur-i              | të folur-it           |

| Casi       | Plurale indeterminato | Plurale determinato |
| nominativo | të folura             | të folura-t         |
| genitivo   | të folura-ve          | të folura-vet       |
| dativo     | të folura-ve          | të folura-vet       |
| accusativo | të folura             | të folura-t         |
| ablativo   | të folura-sh          | të folura-vet       |

Declinazione del terzo gruppo:
| Casi       | Singolare indeterminato | Singolare determinato |
| nominativo | mish                    | mish-të               |
| genitivo   | mish-i                  | mish-it               |
| dativo     | mish-i                  | mish-it               |
| accusativo | mish                    | mish-të               |
| ablativo   | mish-i                  | mish-it               |

| Casi       | Plurale indeterminato | Plurale determinato |
| nominativo | mishra                | mishra-t            |
| genitivo   | mishra-ve             | mishra-vet          |
| dativo     | mishra-ve             | mishra-vet          |
| accusativo | mishra                | mishra-t            |
| ablativo   | mishra-sh             | mishra-vet          |

( ujë = acqua / të folur = discorso / mish = carne )

## Tutela della lingua albanese in Italia
(L'art. 2 della Legge italiana 482/1999)

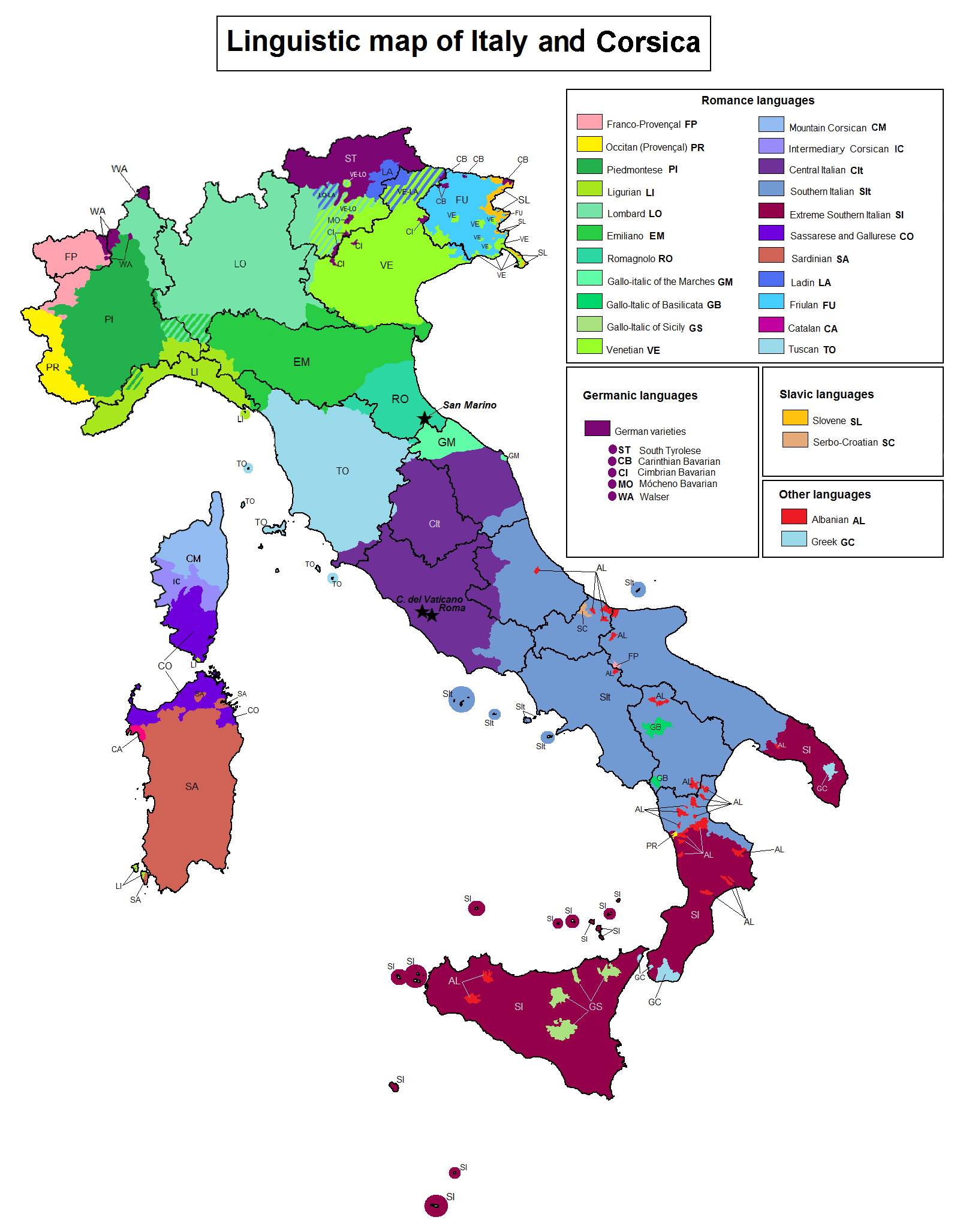
Comunità di minoranza linguistica [ed etnica] in Italia. In Rosso gli albanesi (Albanian AL).

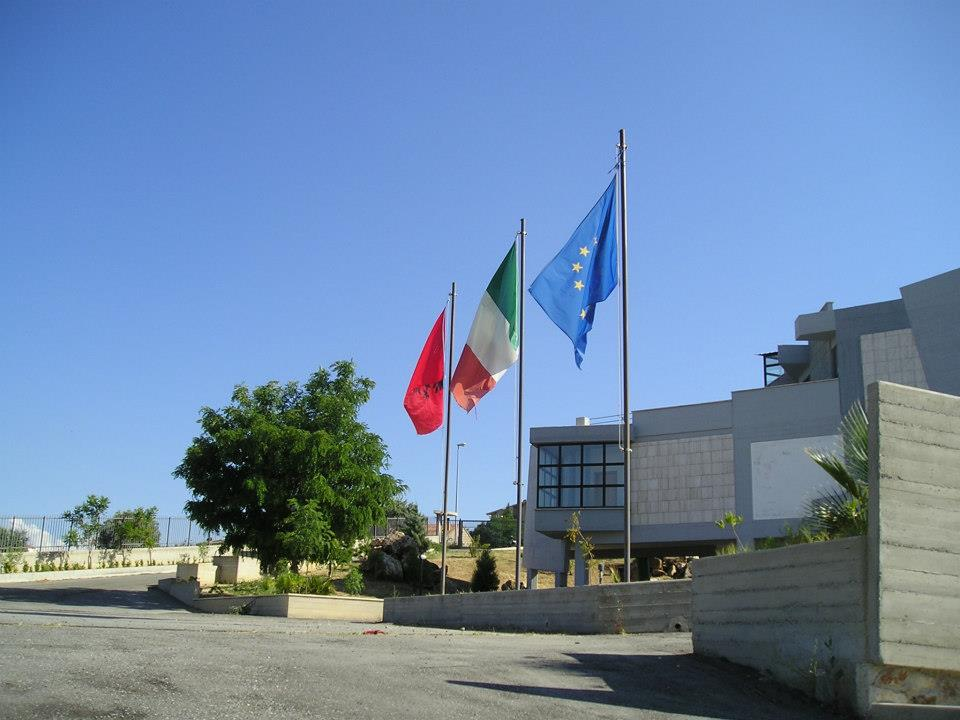
Il "Centro Studi per le Minoranze Etniche" a San Giorgio Albanese in Calabria.

La lingua arbëreshe è riconosciuta dallo Stato italiano in base alla legge-quadro n.482 del 15.12.1999, che porta la firma, tra gli altri, dell'on. Felice Besostri e dell'on. Mario Brunetti, quest'ultimo di origine arbëreshë. Ma non esiste ancora una struttura ufficiale politica, culturale e amministrativa che rappresenti la comunità arbëreshë. È da rilevare il ruolo di coordinamento istituzionale svolto in questi anni dalle province del Meridione con presenza italo-albanese, in primis quello della provincia di Cosenza e della provincia di Palermo, che hanno creato un apposito assessorato alle minoranze linguistiche.
Ufficialmente esiste l'insegnamento della lingua arbëreshe per le scuole dell'obbligo. Tra le principali norme emanate dalla legge con la legge-quadro del 1999, c'è l'introduzione della lingua minoritaria albanese come materia di studio nelle scuole e per lo svolgimento delle attività educative. Esistono cattedre di lingua e letteratura albanese presso il liceo-ginnasio di San Demetrio Corone e il magistrale psicopedagogico Giorgio Guzzetta di Piana degli Albanesi.
A livello universitario ci sono alcune università dove si insegna lingua e letteratura albanese: Università degli studi della Calabria, l'Università di Palermo, l'Università degli Studi di Napoli "L'Orientale", l'Università di Bari, l'Università del Salento e l'Università La Sapienza di Roma. Molto importante è stata la cattedra di lingua e letteratura di Napoli, eretta dal poeta Giuseppe Schirò. È da sottolineare il ruolo di promozione scientifica della diversità linguistica e culturale arbëreshë esercitato dalla cattedra di albanologia dell'Università di Palermo, grazie all'impulso dato da Papàs Gaetano Petrotta, dal professore Antonino Guzzetta e attualmente diretta dal professore Matteo Mandalà, e dalla sezione di albanologia dell'Università della Calabria, quest'ultima creata nel 1975 dal professore Papas Francesco Solano, e attualmente diretta dal professore Francesco Altimari.
Con il traguardo raggiunto del riconoscimento ufficiale della lingua albanese tra quelle di minoranza d'Italia da tutelare, il prof. Altimari ha affermato nel 2000:
Altimari, in presenza del docente della Cattedra di Palermo, ha inoltre aggiunto nel 2007:
Alcuni “sportelli linguistici” provinciali sono stati attivati in Calabria a Catanzaro e Cosenza in collaborazione con la Sezione di Albanologia del Dipartimento di Linguistica dell'Università della Calabria, presso la quale sono attualmente attivati gli insegnamenti di Lingua e letteratura albanese (dal 1973), Dialetti albanesi dell'Italia meridionale (dal 1980) e Filologia albanese (dal 1993).

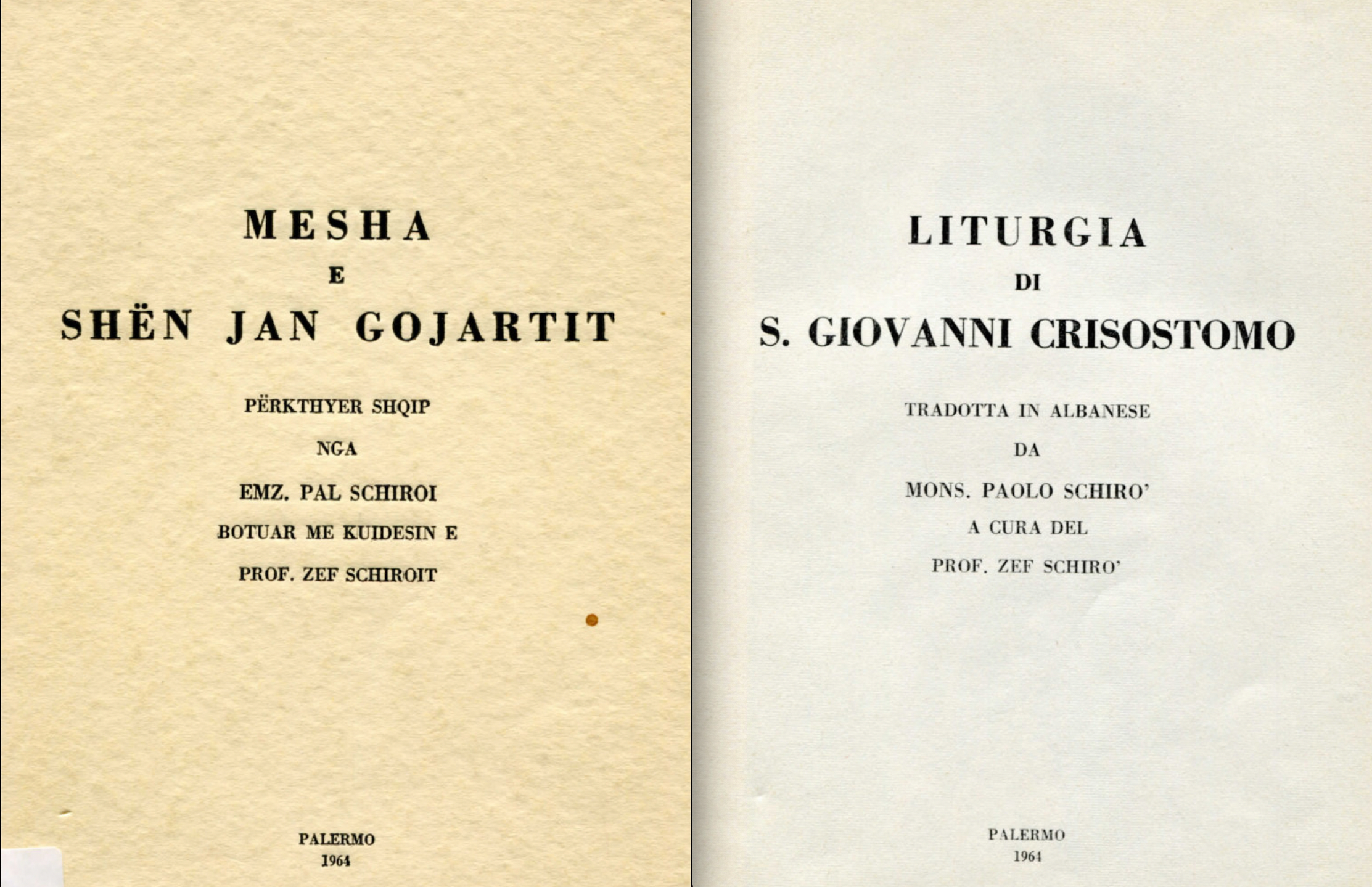
Prof. Giuseppe Schirò (a cura di), Liturgia di San Giovanni Crisostomo tradotta in lingua albanese da Mons. Paolo Schirò, Palermo 1964.

Vi sono inoltre varie associazioni che cercano di proteggere e valorizzare questa cultura, in particolare nelle province di Cosenza, Palermo, Crotone, Potenza e Campobasso. Gli statuti regionali di Molise, Basilicata, Calabria e Sicilia fanno riferimento alla lingua e alla tradizione arbëreshë, ma gli Albanesi d'Italia continuano ad avvertire la propria sopravvivenza culturale minacciata.
La lingua arbëreshë è usata in radio private (Es. Radio Hora, Radio Shpresa, Radio Skanderbeg, Radio Arbëreshe International) e in diverse riviste e giornali locali (Es. Arbëria Catanzaro, Basilicata Arbëreshë, Besa, Biblos, Jeta Arbëreshe, Kamastra, Katundi Ynë, Kumbora, Lidhja, Mondo Albanese, Rilindja Jug, Uri, Zëri i Arbëreshëvet, Zgjimi, Zjarri).
In generale, l'istituzione ecclesiastica, in toto la Chiesa cattolica italo-albanese, è stata da sempre con le sue figure di religiosi e religiose in prima linea naturale nella tutela della lingua e cultura albanese, tramandandola nei secoli ai suoi fedeli.
Negli ultimi anni sempre più lo Stato albanese si sta mobilitando per la difesa della lingua arbëreshe.

## Nomi propri di persona
Oggi ogni persona italo-albanese ha solitamente ufficialmente un nome italiano, che ha il suo equivalente storico in albanese arbërisht. Molto spesso, in ambito arbëresh, il nome utilizzato è quello in albanese.
Oltre ai cognomi, anche questi spesso di provenienza albanese, gli arbëreshë sono soliti usare soprattutto dei soprannomi familiari (ofiqe-t) come vecchia tradizione tra gli abitanti dei villaggi e delle cittadine, ma essi non hanno alcun peso legale.
Secondo la sezione Appendici del Fjalor di E. Giordano (1963), i nomi propri di persona albanesi in Italia, con i nomi italiani a loro equivalenti, sono:
A
Afërdië-a (Afrodite, Venere), Amèsë-a (Amesa, cfr. nipote di Scanderbeg), Anë-a (Anna), Aqilé-u (Achille), Ardur-i (Arturo), Arkëngjëll-i (Arcangelo), Armuzinë-a (Armosina, Aurata), Avrèlle-ja (Aurelia), Aretinë-a (Aretha).
B
Ballabàn-i (Balabano, cnf. traditore albanese), Ballë-a (Bala), Bardhyll-i (Bardilli, cfr. eroe albanese), Bèg-u (Scanderbeg), Bélë-a, Zabelë, Betë (Isabella, Elisabetta), Bëlùshë-a (Isabellina), Binàrd-i, Bina-u (Bernardo), Bocar-i (Bozari, cfr. eroe dell'indipendenza albano-greca), Bràm-i (Abramo), Bubullinë-a (Bobolina, cfr. eroe dell'indipendenza albano-greca), Bominë-a / Bombini-Bombineli (“Bomini”, Djali i vogël, in una delle varianti dell’Arberishtja è il nome del Bambin Gesù, spesso si dava questo nome alle bimbe nate in prossimità dell’avvento della nascita di Cristo).
Ç
Çènx-i (Vincenzo), Çerjàk-u (Ciriaco), Çiçin'jèl-i, Çined-u, Çik-u, Çiçinel-e (Cicillo, Ciccio, Francesco-a), Çifar-i (Lucifero), Çirjèl-i (Cirillo)
D
Davidh-i (Davide), Daniel-i (Daniele), Dellinë-a (Adelina), Diell-a, Dilë-a, Dilùshë-a, Minë-u, -a, Minikucë-i (Domenico-a), Diodhàt-i (Adeodato), Donikë-a, da Andronika (Donica cfr. moglie di Scanderbeg), Dorë-a (Dora, cfr. Elena Gjyka [Dora d'Istria], principessa rumena di stirpe albanese), Dorundinë-a, vedi Jurëndinë, Garëndinë (Doruntina), Dukagjìn-i (Ducagino, cfr. cognato di Scanderbeg), Dushmàn-i (Dusmano, cfr. eroe albano-montenegrino)
Dh
Dhimë-a, Dhimìtër-tri, -a, vedi Mitri (Demetrio-ra), Dhivìk-u (Ludovico), Dhoni, vedi Spiridhon, Spiro (Spiridione), Dhoroté-a (Dorotea), Dhuàrd-i (Edoardo), Dhunàt-i (Donato)
E
Erkull-i (Ercole)
Ë
Ëngjëllinë-a (Angiolina), Ëngjëll-i, -qe (Angelo-a)
F
Fanmirë-i, -a (Fortunato-a), Fàx-i (Bonifacio), Fëlìp-i, Filipi, Fëlìpë-a (Filippo-a), Fëllixhë-i, -a, vedi Gëzuar, Gëzim (Felice-cia), Fi-a, Finètë-a (Sofia), Fin-i, Finë-a, Finucë-a vedi Serafini (Serafino-a), Fjalévë-a (Fialeva), Flàmur-a (Bandiera), Fònx-i (Alfonso), Frangjìshk-u (Francesco), Frosinë-a (Eufrosina)
G
Gajtàn-i, Galtàn-i (Gaetano), Garëndìnë-a (Garentina), Gavrill-i, Grabjéll-i, Gavrillë-a (Gabriele-lla), Golem-i (Golemi, cfr. eroe albanese), Gjergj-i (Giorgio), Gjìn-i, Gjon-i, Gjun-i, Jan-i, Lluixh-i (Giovanni, Luigi), Gjonë-a (Giona), Giykë-a (Ghica)
H
Harézë-a (Letizia)
I
Iskàndër-dri, Lishëndri (Alessandro)
J
Jàn-i, Janj-i (Giovanni), Janar-i (Gennaro), Jàpk-u (Giacomo), Jeronìm-i (Geronimo, Girolamo), Josuè-u (Giosuè), Judhìtë-a (Giuditta), Jurëndinë-a, Garëndinë (Jurentia)
K
Kalmarìe-a, -ja (Carlomaria), Kandòn-i (Nicolantonio), Karl-i (Carlo), Karluç (Carluccio), Karmenë-a (Carmela), Karrubìn-i (Cherubino), Kerrubinë-a (Cherubina), Katarinë (Caterina), Kazumìn-i (Casimiro), Këllmènd-i (Clemente), Kllemindinë-a (Clementina), Kllògjër-gjri (Calogero), Koçondìn-i / Kostandin-i / Kostë-a / Ndin-i (Costantino), Kodhèm-i (Nicodemo), Kokò-u/i / Koll-i (Nicola), Kollandòn-i (Nicolantonio), Kollinë-a (Nicolina), Kozmà-i / Gëzmën-i/a (Cosimo, Cosma), Krèxe-ja (Lucrezia), Krìsht-i (Cristo)
L
Làzar-i / Làzër-i (Lazzaro), Lèkë-a (Alessandro, Luca), Lénë-a (Elena, Maddalena), Lèsh-i / Lisëndër-dri / Lishëndër-dri (Alessandro), Linàrd-i (Leonardo), Lonë-a (Apollonia), Lùç-i (Lucio), Lùshë-a (Luisa, Elisabetta)
LL
Llavrë-a (Laura), Llavrinë-a (Laurina), Lli-u, -ri (Elia), Llìn-i (Lino), Llindë-a (Linda, Ermelinda, Teodolinda), Llitìxe-ja / Harezë (Letizia), Llivirë-a (Elvira), Llìx-i / Lluìxh-i (Luigi), Llizë-a / Lushë (Elisa, Luisa), Llongjìn-i (Longino), Llore-u (Lorenzo), Llùkë-a (Luca), Lluqi-a (Lucia), Luçi (Carlo).
M
Malitë-a (Malita), Manòl-i (Emanuele), Marë-a / Marìçkë-a / Mëri-a (Maria), Marìe-a, -ja (Mariuccia), Margarìtë-a / Margharìtë-a (Margherita), Màrk-u (Marco), Markur-i / Mërkur-i (Mercurio), Marjuc-i / Marjan-i (Mario, Mariano), Màrs-i (Marsio), Martë-a (Marta), Martir-i (Martino), Marùcë-a (Mariuzza), Marùkë-a (Marietta), Marùsh-i (Mario), Maté-a, -u (Matteo), Maurèle-ja (Maura, Maurella), Mbròz-i (Ambrogio), Méngë-a (Domenica), Merkur-i (Mercurio), Mëhill-i / Mihal-i / Mikell-i (Michele), Mikandòn-i / Minkandòn-i (Domenicoantonio), Millosh-ni (Miloscino), Milluc-i (Emilio), Millucë-a (Emilia), Mìn-o (Giacomo, Giacomino), Minòs-i (Minosse), Minùsh-i (Giacomino, Minuccio, Domenico), Mirjàn-i (Miriano), Mitìlle-ja (Matilde/a), Mojsé-u (Mosè)
N
Nàshë-a (Anna), Natall-i (Natale), Natalli-a (Natalia), Nazaré-u (Nazareno), Nderjanë-a (Adriana), Nderùsh-i (Onorato), Nderùshë-a (Onorata, Graziella), Ndìn-i (Costantino), Ndòn-i / Non-i (Antonio), Ndonètë-a (Antonietta), Ndré-u / Ndri-a / Ndricë-a (Andrea), Ndrìçe-ja (Aurora), Ngjìsk-u / Nxhìk-u / Njìk-u (Francesco), Ngjìskë-a / Nxhìkë-a (Francesca), Nìk-u / Nikollë-a (Nicola), Nilë-a (Petronilla, Neonilla), Nìz-i (Dionisio), Nuxjàtë-a (Annunziata), Nùxhë-a (Innocenza), Njànj-i (Giovanni), Njàx-i (Ignazio), Njézë-a (Agnese)
P
Pàl-i / Luzi (Paolo), Pipihji-u (Pipichìo), Pandali-u (Pantaleone, Panteleimone), Petrìt-i (Sparviero), Pine, ia / Pipinel-e (Giuseppa, Giuseppina), Pìrr-i (Pirro), Pjètër-tri / Pitrin-i (Pietro), Paskal-i (Pasquale).
Q
Qèsar-i (Cesare), Qir-i (Ciro), Qirìll-i / Çirjèl-i (Cirillo), Qirìn-i (Quirino), Qirjàk-i (Ciriaco)
R
Rèse-ja (Teresa), Rinë-a (Irene, Caterina), Rjènx-i (Lorenzo), Ronë-a (Veronica), Rozë-a (Rosa), Rozinë-a (Rosina)
RR
Rradhavàn-i (Radavano), Rraféll-i (Raffaele), Rrakèlle-ja (Rachele), Rrikùc-i (Enrico), Rruzar-i (Rosario)
S
Sallvjèstër-stri (Silvestro), Separèle-a / Sepinë-a (Giuseppina), Separjèl-i / Sepìn-i (Giuseppino), Sèpë-a (Giuseppe), Sotìr-i / Shpëtimtar (Salvatore), Sqévë-a (Venere), Strënxëlla-u (Stanislao), Sundë-a (Assunta)
SH
Shpëtimtar (Salvatore), Shtjèfan-i / Ste-u (Stefano)
T
Tàllam-i (Damocle), Tani (Gaetano), Tèvtë-a (Teuta), Tìk-u (Eutichio), Tìke-ja (Eutichia), Tillùc-i (Attilio), Tìstë-a (Battista), Tòdhër-dhri / Theodhor-i (Teodoro), Tòre-ja (Vittoria), Tortòshël-shia (Tortoscia), Trixhë-a (Beatrice), Tùl-i (Salvatore, Tullio), Tumàz-i / Masin-i (Tommaso), Tùr-i / Tul (Salvatore), Tùzë-a (Pietro)
TH
Thanàs-i (Atanasio), Thèkëll-klla (Tecla)
U
Uranë-a (Urano), Ursulla-a (Orsola)
V
Vallastar-i / Vllastar (Vlastare), Vàrtull-i (Bartolo), Vasìl-i (Basilio), Viçenx-i (Vincenzo), Virgoll-i (Gregorio), Virxhìn-i (Virginio), Virxhìn'je-a (Virginia), Vlàsh-i (Biagio), Voisavë-a (Voisava)
X
Xavéllë-a (Zavella), Xoràidh-a (Zoraide)
XH
Xhakìn-i / Jakini (Gioacchino), Xhamatìstë-a (Giovan Battista), Xhandòn-i (Giovan Antonio), Xhermàs-àzi (Gervasio)
Y
Yll-i (Stella), Yllje-a (Ilia)
Z
Zabélë-a (Isabella), Zef-i / Zèpë-a (Giuseppe), Zefa-ja (Giuseppina), Zjarrinë-a (Fiamma)

## Galleria d'immagini

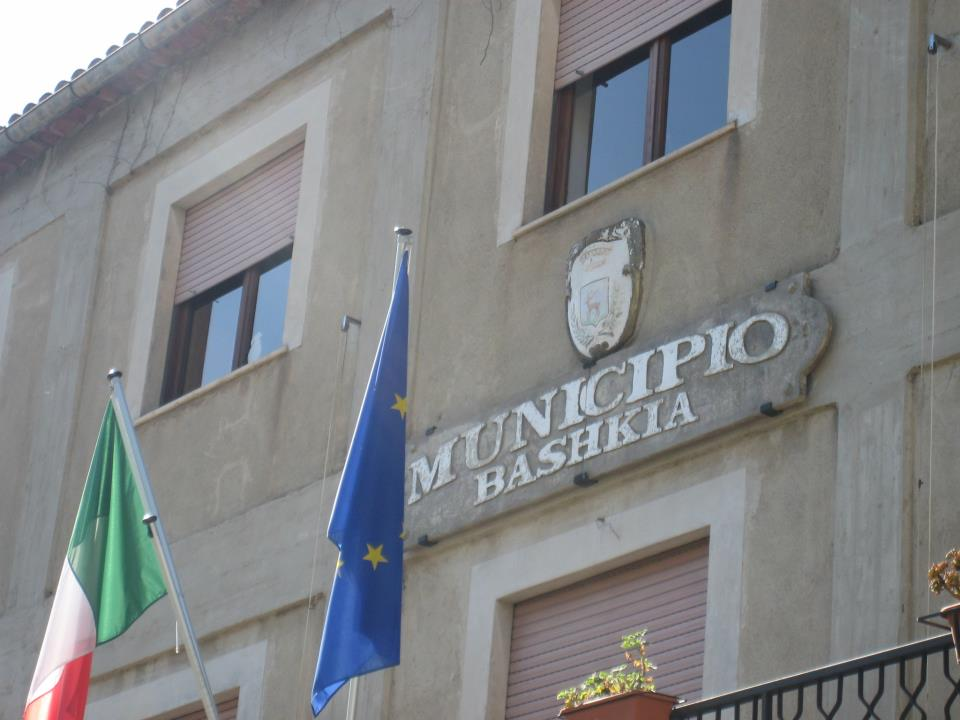
Civita, Municipio - Bashkia
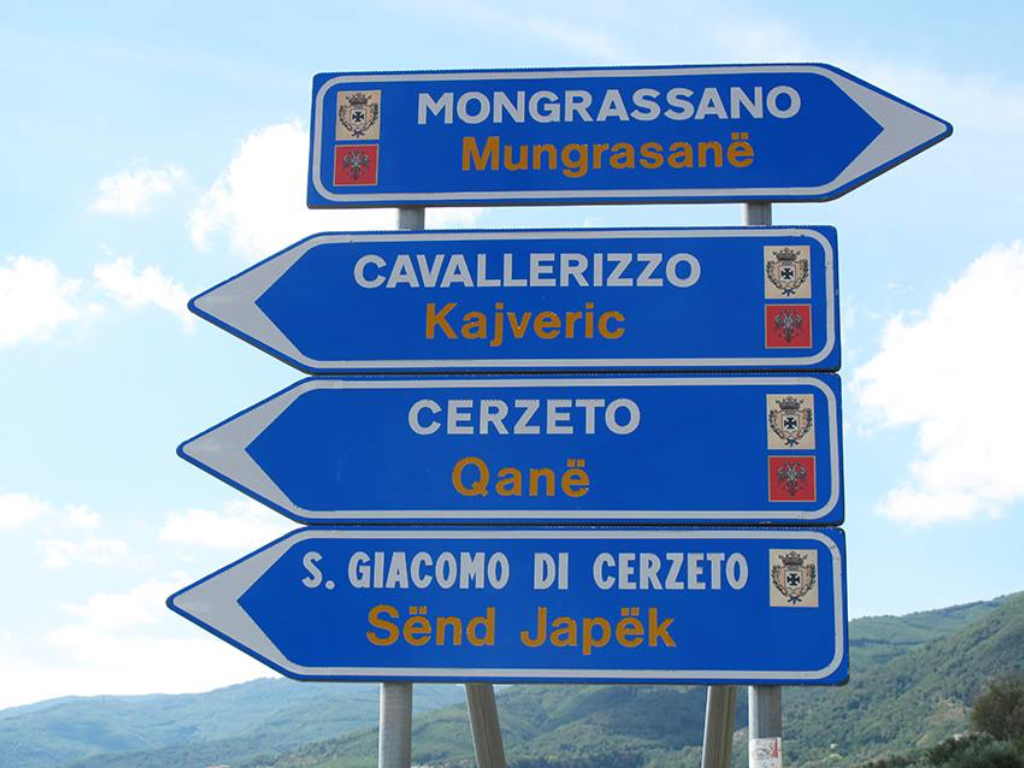
Calabria, tabelle stradali bilingui
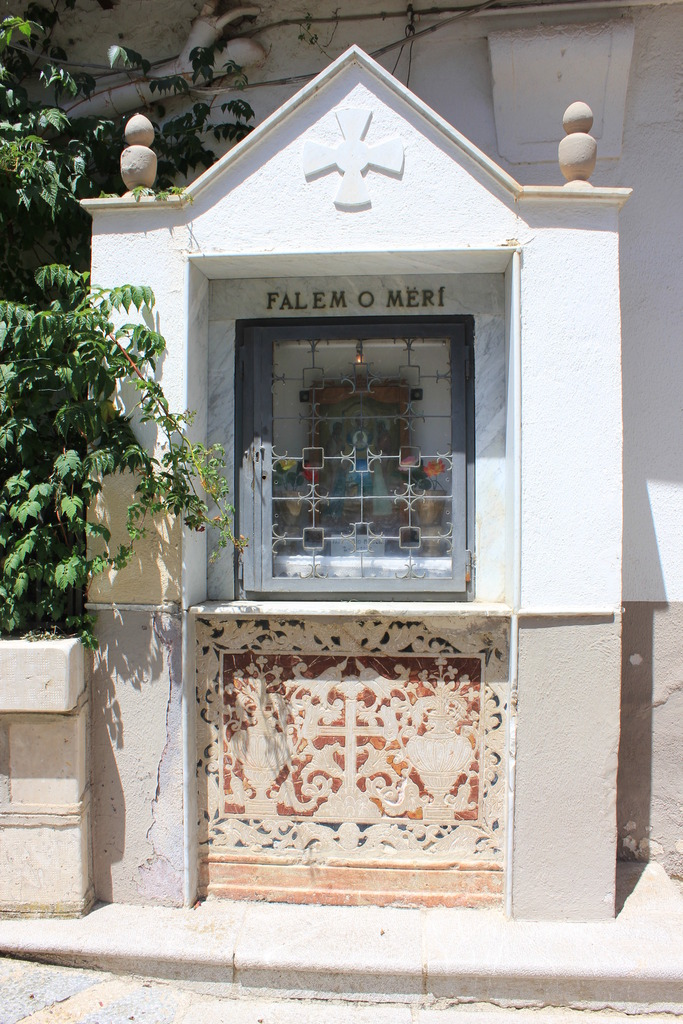
Piana degli Albanesi, cappella, scritta votiva albanese
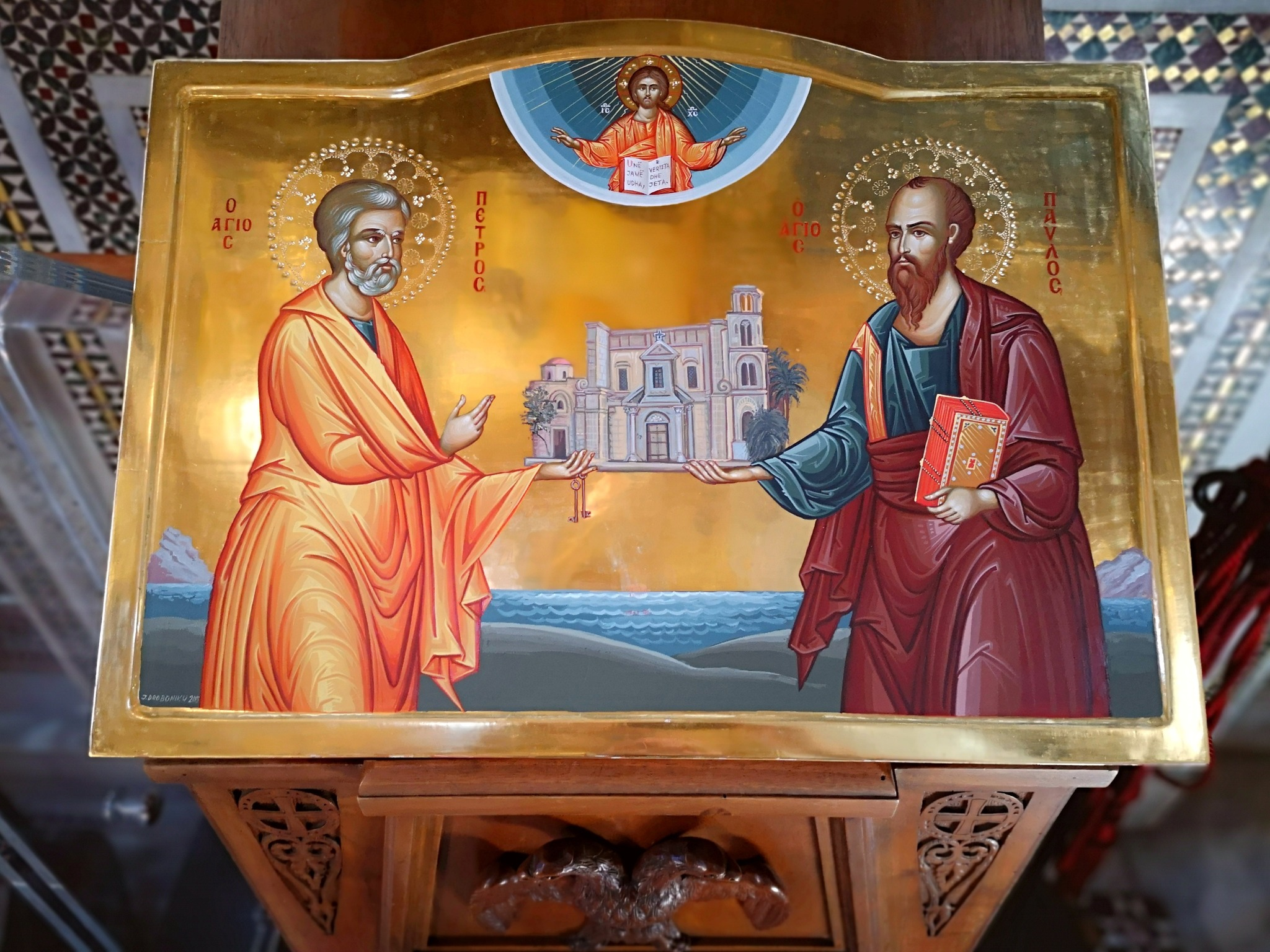
Eparchia di Piana degli Albanesi, Palermo, icona in albanese della Parrocchia San Nicolò dei Greci
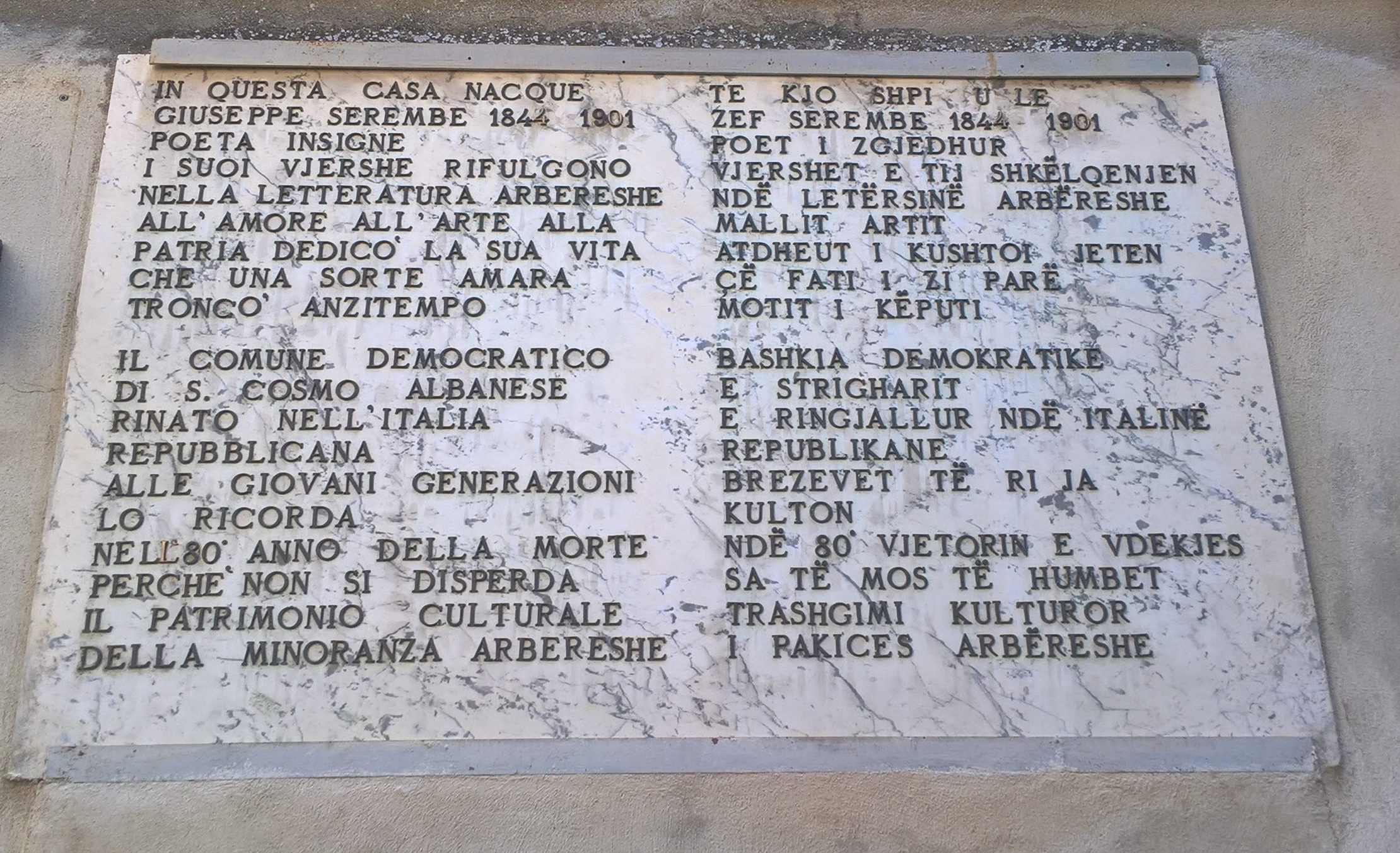
Cenotafio bilingue di Giuseppe Serembe
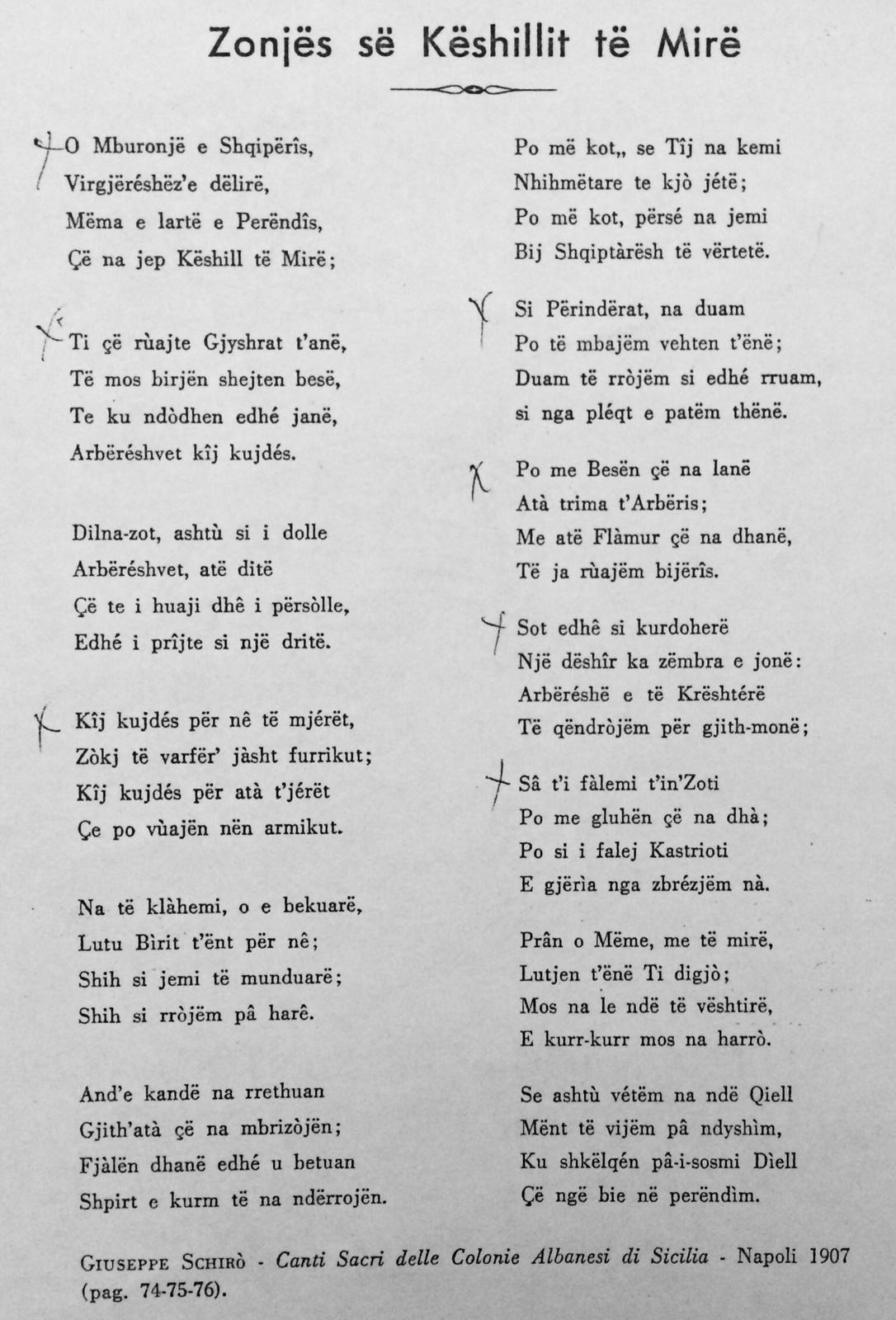
Il canto "O Mburonjë e Shqipërisë" (O Scudo dell'Albania)